# روابط ایالات متحده آمریکا و عربستان سعودی
روابط عربستان سعودی و ایالات متحده (به انگلیسی: Saudi Arabia–United States relations) (به عربی: العلاقات الأمريكية السعودية)، به روابط دو جانبه بین پادشاهی عربستان سعودی و ایالات متحده آمریکا اشاره دارد که در سال ۱۹۳۳ با برقراری روابط کامل دیپلماتیک آغاز شد و در قرارداد کمک به دفاع متقابل ۱۹۵۱ رسمیت یافت. علی‌رغم اختلافات بین دو کشور، یک پادشاهی مطلق اسلامی فوق محافظه کار، و یک جمهوری مشروطه سکولار - این دو کشور را به هم نزدیک کرده‌است. روسای جمهور سابق جورج دبلیو بوش و باراک اوباما روابط نزدیک و محکمی با اعضای ارشد خانواده سلطنتی سعودی داشتند. رابطه آمریکا و عربستان در سال ۱۹۴۵ آغاز شد، که از زمان جنگ جهانی دوم، دو کشور در مخالفت با کمونیسم متحد شدند، در حمایت از ثبات قیمت نفت، ثبات در نفت رشته‌ها و حمل و نقل نفت از خلیج فارس، و ثبات در اقتصاد کشورهای غربی که در آن عربستان سعودی سرمایه‌گذاری کرده‌اند. به ویژه این دو کشور در برابر شوروی در افغانستان و در اخراج عراق از کویت در سال ۱۹۹۱ متحد بودند. دو کشور در مورد کشور اسرائیل و همچنین تحریم ایالات متحده و متحدانش توسط عربستان سعودی و سایر صادرکنندگان نفت خاورمیانه در جریان بحران نفت ۱۹۷۳ (که قیمت‌های نفت را به‌طور قابل توجهی افزایش داد)، اختلاف نظر داشتند. حمله آمریکا به عراق (که عربستان سعودی با آن مخالفت کرد)، جنبه‌های جنگ با تروریسم و آنچه بسیاری در ایالات متحده نفوذ مخرب عربستان سعودی پس از حملات ۱۱ سپتامبر می‌دانند. در سال‌های اخیر، به ویژه دولت باراک اوباما، روابط دو کشور تیره شده و شاهد افول بزرگی است. با این حال، رابطه با سفر دونالد ترامپ، رئیس‌جمهور آمریکا به عربستان در ماه مه ۲۰۱۷، که نخستین سفر وی به خارج از کشور پس از رئیس‌جمهور ایالات متحده بود ، تقویت شد. ترور جمال خاشقچی روزنامه‌نگار مخالف سعودی و روزنامه‌نگار واشینگتن پست در کنسولگری عربستان در ترکیه اختلاف جدی بین این کشورها ایجاد کرد. ایالات متحده برخی از اتباع سعودی را تحریم کرد و کنگره تلاش ناموفق برای قطع فروش سلاح‌های آمریکایی به عربستان سعودی مربوط به جنگ یمن را انجام داد. مقامات ترکیه و آژانس‌های اطلاعاتی آمریکا نتیجه گرفتند که این قتل به دستور محمد بن سلمان، ولیعهد عربستان سعودی انجام شده‌است.

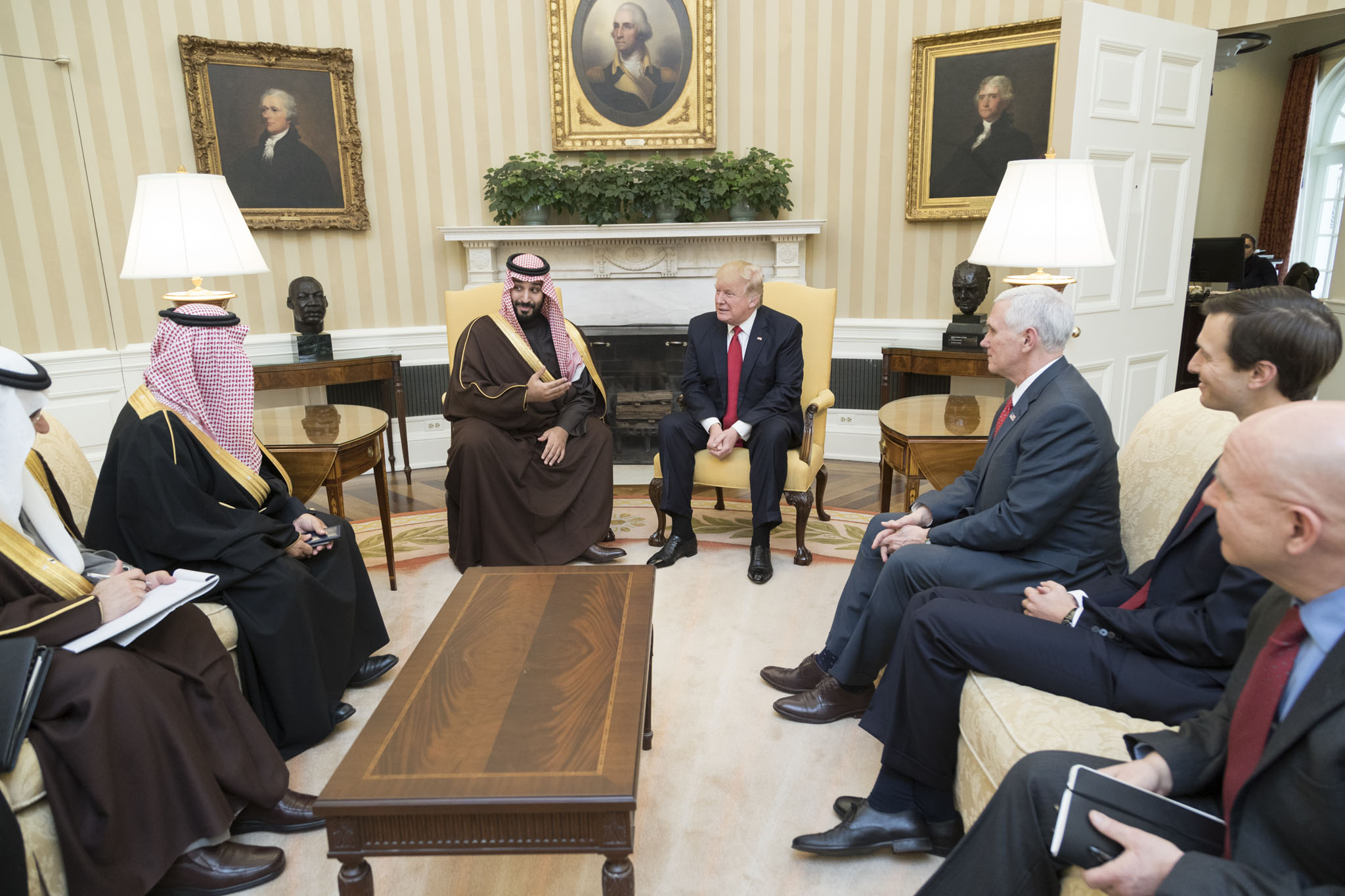
دونالد ترامپ رئیس‌جمهور آمریکا در کنار محمد بن سلمان شاهزاده عربستان سعودی در کاخ سفید، مارس ۲۰۱۷.

عربستان سعودی به صادرات نفت خود به ایالات متحده یارانه پرداخت تا اینکه رئیس‌جمهور جورج دبلیو بوش در سال ۲۰۰۲ پیشنهاد سرنگونی دولت عراق را داد. رونق نفت شیل، ایالات متحده را قادر ساخت تا در سال ۲۰۱۹ به یک صادر کننده خالص فراورده‌های نفتی تبدیل شود و این امر باعث شد اقتصاد آمریکا به میزان قابل توجهی به نفت عربستان وابسته نشود. فروش اسلحه به عربستان همچنان صادرات مهم آمریکا است. وزارت دفاع ایالات متحده با واسطه ای ۷٪ از این فروش را جبران می‌کند و اجازه می‌دهد فعالیت‌های آموزشی را در کشورهای دیگر مانند بولیوی تأمین کند.
علیرغم رابطه قوی بین دو کشور، نظرسنجی‌ها بین دو ملت احساسات منفی بین مردم آمریکا و عربستان در سال‌های اخیر، به ویژه احساسات آمریکایی‌ها نسبت به پادشاهی صحرا را نشان می‌دهد. بیشتر انتقادات آمریکایی‌ها مربوط به فقدان حقوق بشر در عربستان سعودی است. نظرسنجی از سعودی‌ها نشان داد که ۵۱٪ از سعودی‌ها نسبت به مردم آمریکا در سال ۲۰۰۲ احساسات خصمانه ای داشته‌اند. در سال‌های ۲۰۰۶–۲۰۰۵، افکار عمومی عربستان به شدت تقسیم شد و ۳۸٪ تأثیر مثبت ایالات متحده و ۳۸٪ تأثیر منفی ایالات متحده را مشاهده کردند.

## تاریخچه

### شناخت
اگرچه پادشاه عبدالعزیز آل سعود، بنیانگذار عربستان سعودی در سال ۱۹۰۱، رابطه بسیار خوبی با انگلیسی‌ها داشت که از عربستان سعودی در برابر عثمانی دفاع می‌کردند، اما سرانجام روابط نزدیکتر با ایالات متحده برقرار کرد. شاه سعودی پس از اتحاد کشور خود، در ۲۸ سپتامبر ۱۹۲۸، به دنبال به دست آوردن اعتبار بین‌المللی برای عربستان سعودی بود. انگلستان نخستین کشوری بود که عربستان سعودی را به عنوان یک کشور مستقل به رسمیت شناخت، زیرا انگلیس سالها بود که از سرزمینهای سعودی در برابر عثمانی محافظت می‌کرد. شاه سعودی همچنین امیدوار بود که توسط ایالات متحده آمریکا که در آن زمان هیچ علاقه ای به عربستان سعودی نداشت، شناخته شود. در ابتدا، تلاش‌های او دیده نشد، اما سرانجام واشینگتن به این واقعیت رسید که آل سعود توسط بسیاری از کشورها به رسمیت شناخته شده‌است. در ماه مه ۱۹۳۱ ایالات متحده با گسترش رسمیت دیپلماتیک کامل، عربستان سعودی را رسماً به رسمیت شناخت. در همان زمان شاه سعودی با واگذاری امتیاز به شرکت آمریکایی، استاندارد اویل کالیفرنیا، به آنها اجازه داد تا در استان شرقی این کشور، الحسا به جستجوی نفت بپردازند. این شرکت ۳۵۰۰۰ پوند به دولت عربستان سعودی داد و همچنین هزینه‌های مختلف اجاره و پرداخت حق امتیاز را پرداخت کرد.
در نوامبر ۱۹۳۱، هر دو کشور پیمانی امضا کردند که شامل وضعیت ملت مورد علاقه بود. این رابطه هنوز ضعیف بود، زیرا آمریکا علاقه ای به ایجاد مأموریت در عربستان نداشت: در آن زمان، امور سعودی توسط هیئت آمریکایی در قاهره، مصر انجام می‌شد و سفیر مقیم را به این کشور نمی‌فرستاد تا سال ۱۹۴۳.
در سال ۱۹۳۳، هنگامی که به استاندارد اویل کالیفرنیا امتیازی برای اکتشاف اراضی عربستان سعودی برای خرید نفت داده شد، روابط عربستان سعودی و ایالات متحده آمریکا از نظر اقتصادی تقویت شد. شرکت تابعه این شرکت که بعنوان شرکت نفت استاندارد عربستان کالیفرنیا شناخته می‌شود و بعداً آرامکو عربستان لقب گرفت، برای نخستین بار در سال ۱۹۳۸ یک اکتشاف مهم انجام می‌دهد. روابط دو کشور در طول دهه آینده تقویت شد و با پذیرش نمادین یک نماینده آمریکا در عربستان سعودی، یک رابطه کامل دیپلماتیک برقرار شد.

### جنگ جهانی دوم
در حالی که روابط ایالات متحده و عربستان به آرامی در حال رشد بود، جنگ جهانی دوم با بی‌طرفی عربستان سعودی مرحله یکم خود را آغاز می‌کرد. ایالات متحده درگیر جنگ جهانی دوم بود، و در نتیجه، روابط ایالات متحده و عربستان سعودی «در معرض خطر» قرار گرفت. این سهل انگاری عربستان را در معرض حمله قرار داد. ایتالیا، یکی از قدرتهای محور، تأسیسات نفتی کاسوک در ظهران را که تولید نفت عربستان سعودی را فلج کرده بود بمباران کرد. این حمله باعث شد شاه سعودی در تلاش برای یافتن یک قدرت خارجی باشد که بتواند از این کشور محافظت کند، از ترس حملات بعدی که به احتمال زیاد تولید نفت این کشور را متوقف می‌کرد و زائرانی که برای انجام حج، پایگاه قدرت و اقتصاد عربستان به مکه می‌روند.
نفت کاسوک در نزدیکی ظهران است، اما تولید آن طی چند سال آینده کم باقی ماند - فقط حدود ۴۲٫۵ میلیون بشکه بین سالهای ۴۵تا ۱۹۴۱. کمتر از ۱٪ از تولید در ایالات متحده در مدت زمان مشابه. بعداً کاسوک به شرکت نفت عرب و آمریکایی (آرامکو) تغییر نام داد.
با طولانی شدن جنگ جهانی دوم، ایالات متحده معتقد شد که نفت عربستان از اهمیت استراتژیکی برخوردار است. در نتیجه، به منظور امنیت ملی، ایالات متحده فشار بیشتری را برای کنترل بیشتر امتیاز کاسوک آغاز کرد. در ۱۶ فوریه ۱۹۴۳، رئیس‌جمهور فرانکلین دی. روزولت اعلام کرد که «دفاع از عربستان سعودی برای دفاع از ایالات متحده امری حیاتی است»، در اواخر همان سال، رئیس‌جمهور آمریکا با هدف خرید کلیه سهام کاسوک و بدین ترتیب کنترل ذخایر نفت عربستان در منطقه، ایجاد شرکت دولتی ذخایر نفت را تصویب کرد. این طرح با مخالفت روبرو شد و در پایان به شکست انجامید. روزولت همچنان به دادرسی با دولت ادامه داد - در ۱۴ فوریه ۱۹۴۵، وی با پادشاه عربستان در کشتی کوئینسی ملاقات کرد، و در مورد موضوعاتی مانند روابط امنیتی کشورها و ایجاد یک کشور یهودی در سرزمین فلسطین گفتگو کرد.
شاه سعودی درخواست آمریکا را برای اجازه دادن به پرواز نیروی هوایی آمریکا و ساخت فرودگاه‌های خود در عربستان تأیید کرد. تأسیسات نفتی توسط ایالات متحده بازسازی و محافظت شد، از مسیرهای حجاج محافظت شد، و ایالات متحده مسیر مستقیم موردنیاز هواپیماهای نظامی را که به ایران و اتحاد جماهیر شوروی می‌رفت، به دست آورد. نخستین کنسولگری آمریکا در سال ۱۹۴۴ در ظهران افتتاح شد.

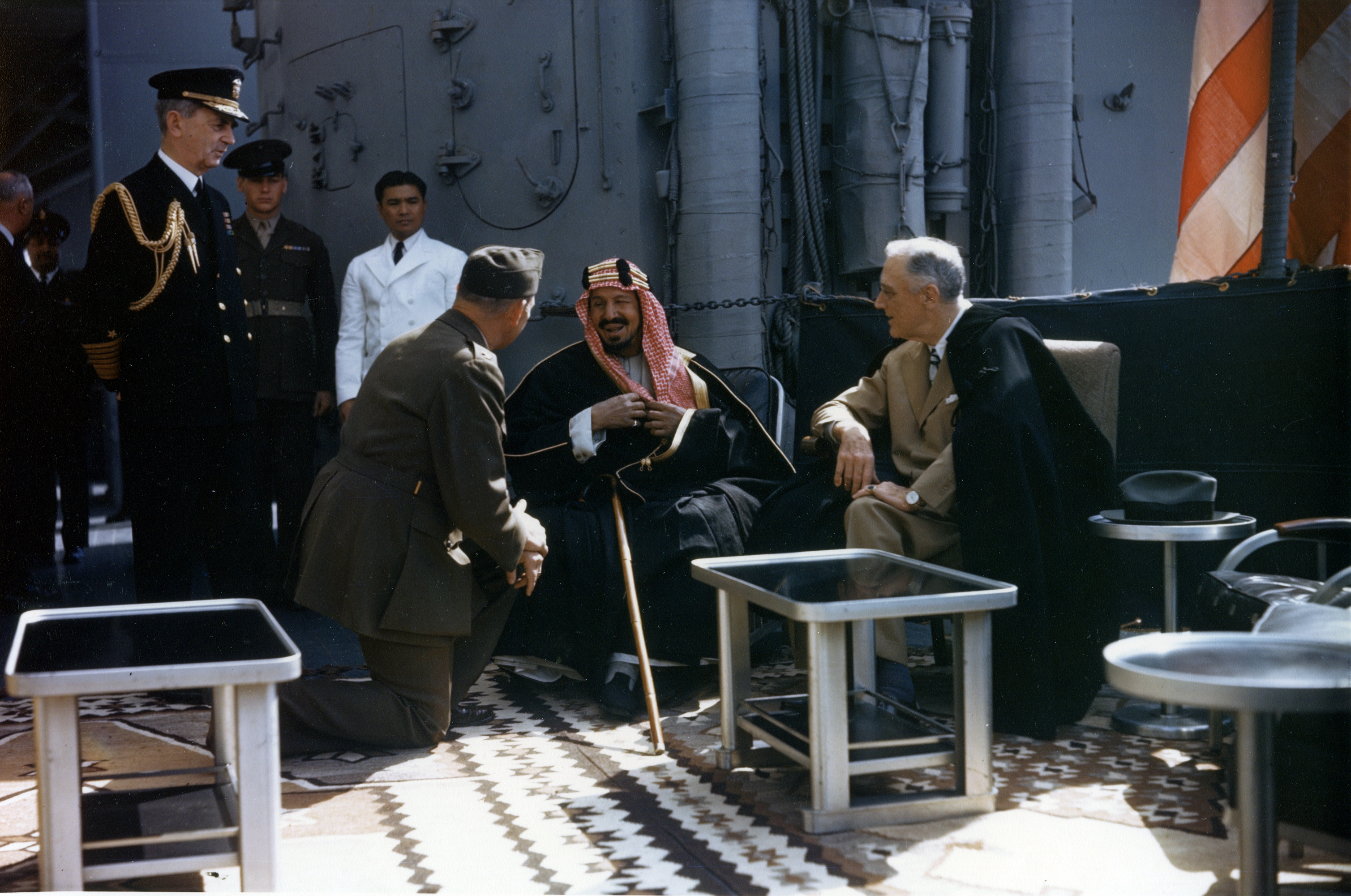
پادشاه سعودی پس از کنفرانس یالتا در سال ۱۹۴۵ با رئیس‌جمهور فرانکلین روزولت در کشتی یواس‌اس کوئینسی گفتگو می‌کند.

### پس از جنگ جهانی دوم
در سال ۱۹۴۵، پس از جنگ جهانی دوم، شهروندان سعودی از اینکه نیروهای آمریکایی هنوز در ظهران فعالیت می‌کنند احساس ناراحتی می‌کنند. در مقابل، دولت و مقامات سعودی نیروهای آمریکایی را به عنوان یکی از ملزومات اصلی استراتژی دفاع نظامی سعودی می‌دانستند. در نتیجه، شاه سعودی با افزایش تقاضاها از نیروهای آمریکایی در ظهران هنگامی که منطقه به شدت تهدید می‌شد و با کاهش خطر، آن دو درگیری را متعادل کرد. در این زمان، با توجه به آغاز جنگ سرد، ایالات متحده نگران کمونیسم شوروی بود و استراتژی «مهار» گسترش کمونیسم در شبه جزیره عربستان را طراحی کرد و امنیت عربستان را در بالاترین فهرست واشینگتن از لحاظ اولویت قرار داد. دولت هری ترومن همچنین به شاه سعودی قول داد که وی از عربستان سعودی در برابر نفوذ شوروی محافظت خواهد کرد؛ بنابراین، ایالات متحده حضور خود را در منطقه افزایش داد تا از منافع خود و متحدانش محافظت کند. روابط امنیتی بین عربستان سعودی و ایالات متحده در آغاز «جنگ سرد» بسیار تقویت شد.

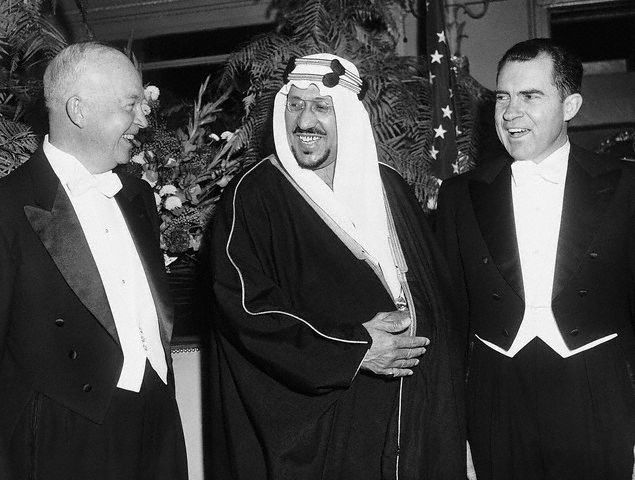
رئیس‌جمهور آیزنهاور و معاون رئیس‌جمهور ریچارد نیکسون به همراه میزبانشان، پادشاه سعود پادشاه عربستان سعودی، در هتل می فلاور در سال ۱۹۵۷

### بنیاد آرامکو
روابط تجاری ایالات متحده آمریکا و عربستان سعودی مدتهاست به دو مفهوم اصلی چرخیده‌است: امنیت و نفت. در طول دو دهه آینده، دهه‌های ۶۰ و ۵۰،  روابط بین دو ملت به‌طور قابل توجهی تقویت شد. در سال ۱۹۵۱ توافق‌نامه کمک متقابل دفاعی به اجرا درآمد که به موجب آن تجارت سلاح ایالات متحده به عربستان سعودی همراه با یک مأموریت آموزش نظامی ایالات متحده در سرزمین سعودی مستقر می‌شود.

### پادشاه سعود به قدرت می‌رسد (۱۹۵۳)
در اواخر دهه ۱۹۵۰، پادشاه سعود، پسر ارشد پادشاه عبدالعزیز، پس از مرگ پدرش به قدرت رسید. در زمان سعود روابط ایالات متحده و عربستان با موانع زیادی در رابطه با استراتژی ضد کمونیسم روبرو شده بود. اتحاد جدید ضد شوروی رئیس‌جمهور دویت دی آیزنهاور بیشتر «رقبا و دشمنان منطقه ای پادشاهی» را در هم آمیخت، که این سو ظن سعودی‌ها را افزایش داد. به همین دلیل، در اکتبر ۱۹۵۵، سعود با رئیس‌جمهور مصر، جمال عبدالناصر، به استراتژی طرفدار شوروی پیوست. بعلاوه، سعود نیروهای آمریکایی را بیرون و نیروهای مصری را جایگزین آنها کرد؛ بنابراین، این کار باعث ایجاد و نوآوری درگیری جدید و بزرگی در روابط شد. اما در سال ۱۹۵۶، در جریان بحران سوئز، سعود دوباره شروع به همکاری با ایالات متحده پس از مخالفت آیزنهاور با اسرائیل، انگلیس و فرانسه برای تصرف کانال کرد. آیزنهاور به دلیل اهداف ضد شوروی با این طرح مخالفت کرد، اما پادشاه سعود این عمل را تحسین کرده بود و تصمیم به شروع همکاری با ایالات متحده گرفته بود در نتیجه، در حالی که روابط ایالات متحده و عربستان همزمان بهبود می‌یافت، قدرت مصر بسیار کاهش یافت.

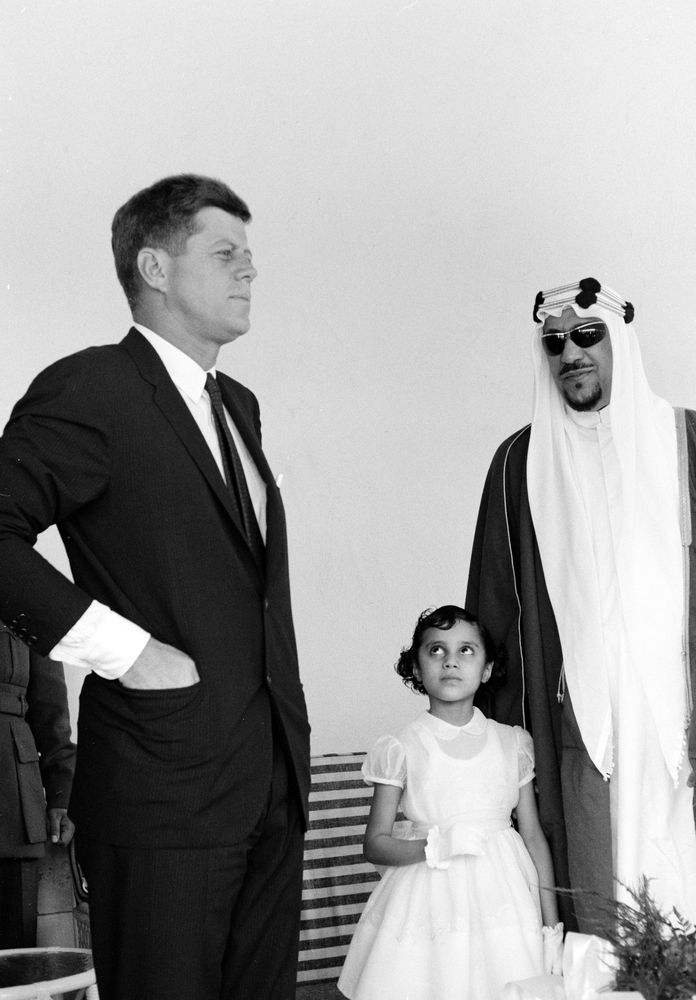
پادشاه سعود و جان کندی در سال ۱۹۶۲ در عمارت پادشاه در پالم بیچ، فلورید ملاقات می‌کنند.

### جنگ سرد و مهار شوروی
در سال ۱۹۵۷، سعود تصمیم گرفت پایگاه آمریکا را در ظهران تجدید کند. در کمتر از یک سال، پس از اتحاد مصر و سوریه در سال ۱۹۵۸، استراتژی طرفدار شوروی به قدرت بازگشت. سعود بار دیگر به اتحاد آنها پیوست، که روابط آمریکا و عربستان سعودی را تا حد کمی پایین آورد، خصوصاً پس از آنکه در سال ۱۹۶۱ اعلام کرد نظر خود را در مورد تجدید پایگاه آمریکا تغییر داد. در سال ۱۹۶۲، به دلیل تبلیغات ضد عربستان سعودی، که باعث شد سعود از آمریکا حمایت کند، مصر در طی انقلاب ۱۹۶۲ از پایگاه‌های خود در یمن به عربستان سعودی حمله کرد. رئیس‌جمهور جان اف کندی بلافاصله به درخواست سعود پاسخ داد و هواپیماهای جنگی ایالات متحده را در ژوئیه ۱۹۶۳ به منطقه جنگی فرستاد تا جلوی حمله را بگیرد که منافع آمریکا را به خطر می‌اندازد. در پایان جنگ، کمی قبل از سلطنت شاهزاده فیصل، این رابطه خود را دوباره ساخت تا دوباره سالم شود.
با خروج انگلستان از منطقه خلیج فارس در اواخر دهه ۱۹۶۰ و اوایل دهه ۱۹۷۰، ایالات متحده تمایلی به تعهدات امنیتی جدید نداشت. در عوض، دولت نیکسون تلاش کرد تا برای «ژاندارم» منافع آمریکا به متحدان محلی اعتماد کند (نگاه کنید به دکترین نیکسون). در منطقه خلیج فارس، این به معنای اتکا به عربستان سعودی و ایران به عنوان «ستون‌های دوقلوی» امنیت منطقه بود. در حالی که در سال ۱۹۷۰ ایالات متحده کمتر از ۱۶ میلیون دلار کمک نظامی به عربستان سعودی کرد، این تعداد تا سال ۱۹۷۲ به ۳۱۲ میلیون دلار افزایش یافت. : 22  به عنوان بخشی از استراتژی «ستون‌های دوقلو»، ایالات متحده همچنین تلاش کرد روابط سعودی و ایران را بهبود بخشد، از جمله با ترغیب ایران به حذف ادعای ارضی خود در بحرین. 

### تحریم نفتی و بحران‌های انرژی
در نوامبر ۱۹۶۴، فیصل پس از درگیری‌هایی که با برادرش سعود، پادشاه سابق داشت، پادشاه جدید شد. از طرف دیگر، ایالات متحده از نتیجه چنین تغییر برنامه‌ریزی نشده در سلطنت سعودی مطمئن نبود. فیصل، همکاری خود را با ایالات متحده تا ۲۰ اکتبر ۱۹۷۳ ادامه داد. پس از آنکه فیصل تصمیم گرفت در تحریم نفتی علیه ایالات متحده و اروپا به نفع موضع عرب در زمان جنگ یوم کیپور کمک کند، نقطه اوج روابط پیش آمد. این امر باعث بحران انرژی در ایالات متحده شد
فیصل در مصاحبه با رسانه‌های بین‌المللی گفت: «حمایت کامل امریکا ازاسرائیل علیه اعراب، ادامه تأمین نفت با ایالات متحده یا حتی دوست ماندن با آنها را برای ما بسیار دشوار می‌کند.»
با وجود تنش‌های ناشی از تحریم نفتی، ایالات متحده آرزو داشت روابط خود را با سعودی‌ها از سر بگیرد. در حقیقت، ثروت بزرگ نفتی که در نتیجه افزایش قیمت جمع شده بود، به سعودی‌ها اجازه داد مقادیر زیادی از فناوری نظامی آمریکا را خریداری کنند. این تحریم در مارس ۱۹۷۴ پس از فشار آمریکا به اسرائیل برای مذاکره با سوریه در مورد بلندی‌های جولان برداشته شد. سه ماه بعد، «واشنگتن و ریاض توافق نامه گسترده‌ای در مورد گسترش همکاری‌های اقتصادی و نظامی امضا کردند.» در سال ۱۹۷۵، دو کشور قراردادهای نظامی به ارزش ۲ میلیارد دلار از جمله توافق‌نامه ارسال ۶۰ فروند جنگنده باعربستان سعودی امضا کردند.  سعودی‌ها همچنین (تا حدی به نمایندگی از خواسته‌های آمریکایی) استدلال کردند که افزایش قیمت اوپک را در اواسط دهه ۱۹۷۰ کمتر از آنچه عراق و ایران در ابتدا می‌خواستند، حفظ کنند. 
افزایش تولید عربستان سعودی برای تثبیت قیمت نفت و حمایت از ضد کمونیسم، همگی به روابط نزدیکتر با ایالات متحده کمک کرده‌است در ژانویه ۱۹۷۹، ایالات متحده جنگنده‌های F-۱۵ را برای محافظت بیشتر از کمونیسم به عربستان فرستاد. . علاوه بر این، ایالات متحده و عربستان سعودی هر دو از گروه‌های ضد کمونیست در افغانستان و کشورهای در حال مبارزه حمایت می‌کردند، یکی از این گروه‌ها بعداً به عنوان سازمان تروریستی القاعده شناخته شد.

ملک فهد درکنار رئیس‌جمهور آمریکا رونالد ریگان و ایوانا و دونالد ترامپ در سال ۱۹۸۵. ایالات متحده و عربستان سعودی پول و اسلحه به جنگجویان ضد شوروی در افغانستان می‌رساندند.

### خریدهای دولتی
پس از جنگ سرد، روابط ایالات متحده و عربستان در حال بهبود بود. شرکتهای آمریکایی برای تهیه و مدیریت بازسازی عربستان سعودی فعالانه درگیر شدند و هزینه‌های هنگفتی پرداخت کردند. عربستان سعودی ۱۰۰ میلیارد دلار به ایالات متحده برای انتقال دولت، ساخت و ساز، سلاح، پرداخت کرد در طول آن دوران آمریکا ساخته و اجرا آکادمی‌های نظامی متعدد، پورت نیروی دریایی، نیروی هوایی و پایگاه‌های هوایی با توجه به نیاز هواپیماهای جنگ سرد و راهکارهای استقرار، بسیاری از این امکانات نظامی تحت تأثیر ایالات متحده قرار گرفتند. همچنین، سعودی‌ها تعداد زیادی سلاح خریداری کردند که از هواپیماهای جنگی F-۱۵ تا تانک‌های اصلی جنگی ام۱ آبرامز که بعداً در طول جنگ خلیج فارس مفید واقع شدند. ایالات متحده سیاست ایجاد و آموزش ارتش سعودی را به عنوان وزنه تعادل علیه تندروی شیعه پس از انقلاب در ایران دنبال کرد. ایالات متحده تجهیزات و آموزش عالی را ارائه می‌داد و با دولت عربستان مرتباً مشورت می‌کرد و آنها را به عنوان مهمترین رهبر اسلامی در آن قسمت از جهان و بازیگر اصلی در استراتژی امنیتی ایالات متحده تأیید می‌کرد.

### جنگ خلیج فارس
روابط بین دو ملت حتی بیش از نقطه تحریم نفتی قویتر شد، در حالی که ایالات متحده آمریکا برای تلاش در محافظت در برابر عراق، نزدیک به ۵۰۰٬۰۰۰ سرباز را به عربستان سعودی فرستاد. پس از عملیات سپر صحرا، که پاسخی بود از سوی رئیس‌جمهور جورج دبلیو دبلیو بوش به حمله عراق به کویت در سال ۱۹۹۰، آمریکا ۵٬۰۰۰ نظامی را در عربستان سعودی نگه داشت تا روابط امنیتی و تجاری خود را حفظ کند.
یورش عراق به کویت در اوت ۱۹۹۰ به جنگ خلیج فارس منجر شد، و در طی آن روابط امنیتی بین ایالات متحده و عربستان سعودی بسیار تقویت شد. همزمان با حمله آمریکا، ملک فهد علیه عراق اعلام جنگ کرد. ایالات متحده نگران امنیت عربستان سعودی در برابر قصد صدام برای حمله و کنترل ذخایر نفتی در منطقه بود. در نتیجه، پس از تأیید شاه فهد، رئیس‌جمهور بوش تعداد قابل توجهی از نیروهای نظامی آمریکا را (تا پایان عملیات، ۵۴۳٬۰۰۰ نیروی زمینی) برای محافظت از عربستان سعودی در برابر حمله احتمالی عراق مستقر کرد. این عملیات سپر صحرا نام داشت. علاوه بر این، ایالات متحده نیروهای بیشتری را در عملیات طوفان صحرا با نزدیک به ۱۰۰٬۰۰۰ نفر از نیروهای سعودی اعزام شده توسط فهد برای تشکیل یک اتحاد ارتش آمریکا و عربستان سعودی، به همراه نیروهای سایر کشورهای متحد، برای حمله به نیروهای عراقی در کویت و جلوگیری از تهاجم بیشتر اعزام کرد. در طی عملیات طوفان صحرا ، نیروهای عراقی طی چهار روز شکست خوردند و باعث عقب‌نشینی عراقی‌ها به عراق شدند.

### عملیات دیده‌بان جنوبی
از زمان جنگ خلیج فارس، ایالات متحده حضور ۵۰۰۰ نظامی مستقر در عربستان سعودی را داشت - این رقم در درگیری ۲۰۰۳ در عراق به ۱۰ هزار نفر افزایش یافت. عملیات دیده‌بان جنوبی مناطق پرواز ممنوع را بر فراز جنوب عراق ایجاد کرد که پس از سال ۱۹۹۱ ایجاد شد و صادرات نفت این کشور از طریق خطوط حمل و نقل دریای خلیج فارس توسط ناوگان پنجم ایالات متحده مستقر در بحرین محافظت می‌شود.

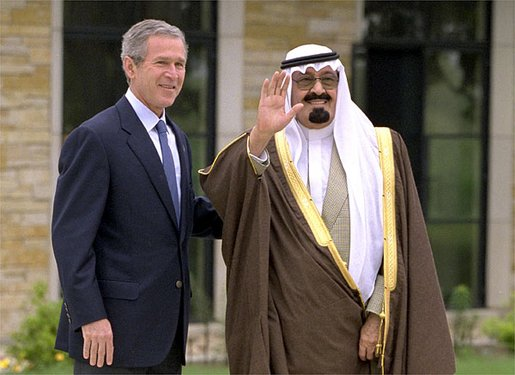
رئیس‌جمهور آمریکا جورج دبلیو بوش و ولیعهد عبدالله در کرافورد، تگزاس، ۲۵ آوریل ۲۰۰۲

ادامه حضور نیروهای آمریکایی در عربستان سعودی یکی از انگیزه‌های اعلام شده در پشت حملات ۱۱ سپتامبر و همچنین بمب‌گذاری برج‌های خبر بود. در سال ۲۰۰۳، ایالات متحده بیشتر نیروهای خود را از عربستان سعودی بیرون کرد، اگرچه هنوز یک واحد باقی مانده‌است.

### فروش سلاح آمریکا به عربستان سعودی(۲۰۱۰)
در تاریخ ۲۰ اکتبر ۲۰۱۰، وزارت امور خارجه آمریکا قصد خود را برای انجام بزرگترین فروش اسلحه در تاریخ آمریکا - حدود ۶۰٬۵ میلیارد دلار فروش توسط پادشاهی عربستان سعودی - به کنگره اطلاع داد. این بسته نشان دهنده پیشرفت قابل توجهی در توانایی تهاجمی نیروهای مسلح سعودی است.
ایالات متحده مشتاق بود به این نکته اشاره کند که انتقال تسلیحات «قابلیت همکاری» با نیروهای آمریکایی را افزایش می‌دهد. در جنگ خلیج فارس ۹۱–۱۹۹۰، داشتن نیروهای سعودی آموزش دیده توسط آمریکا، همراه با تأسیسات نظامی ساخته شده با مشخصات آمریکا، به نیروهای مسلح آمریکا اجازه می‌داد تا در یک نبرد راحت و آشنا مستقر شوند. این قرارداد جدید این توانایی‌ها را افزایش می‌دهد، زیرا زیرساخت‌های پیشرفته نظامی آمریکایی در آستانه ساخت است.

### سیاست خارجی
در سال ۲۰۰۵، نخستین سفر خارجی ملک عبدالله به چین بود. در سال ۲۰۱۲، توافق‌نامه سعودی - چینی برای همکاری در استفاده از انرژی اتمی برای اهداف صلح آمیز امضا شد. عبدالله همچنین در سال ۲۰۰۷ از ولادیمیر پوتین رئیس‌جمهور روسیه در ریاض استقبال کرد و بالاترین افتخار پادشاهی، نشان پادشاه عبدالعزیز را به وی اعطا کرد. روسیه و عربستان سعودی سرمایه‌گذاری مشترک بین آرامکو و لوک اویل را برای توسعه میادین جدید گاز سعودی منعقد کردند.

### شکاف ۲۰۱۳
ولید بن طلال در ماه مه ۲۰۱۳ به چند وزیر سعودی هشدار داد که تولید گاز شیل در ایالات متحده در پایان تهدیدی برای اقتصاد وابسته به نفت پادشاهی محسوب می‌شود. با وجود این، دو کشور هنوز رابطه مثبتی را حفظ کردند.

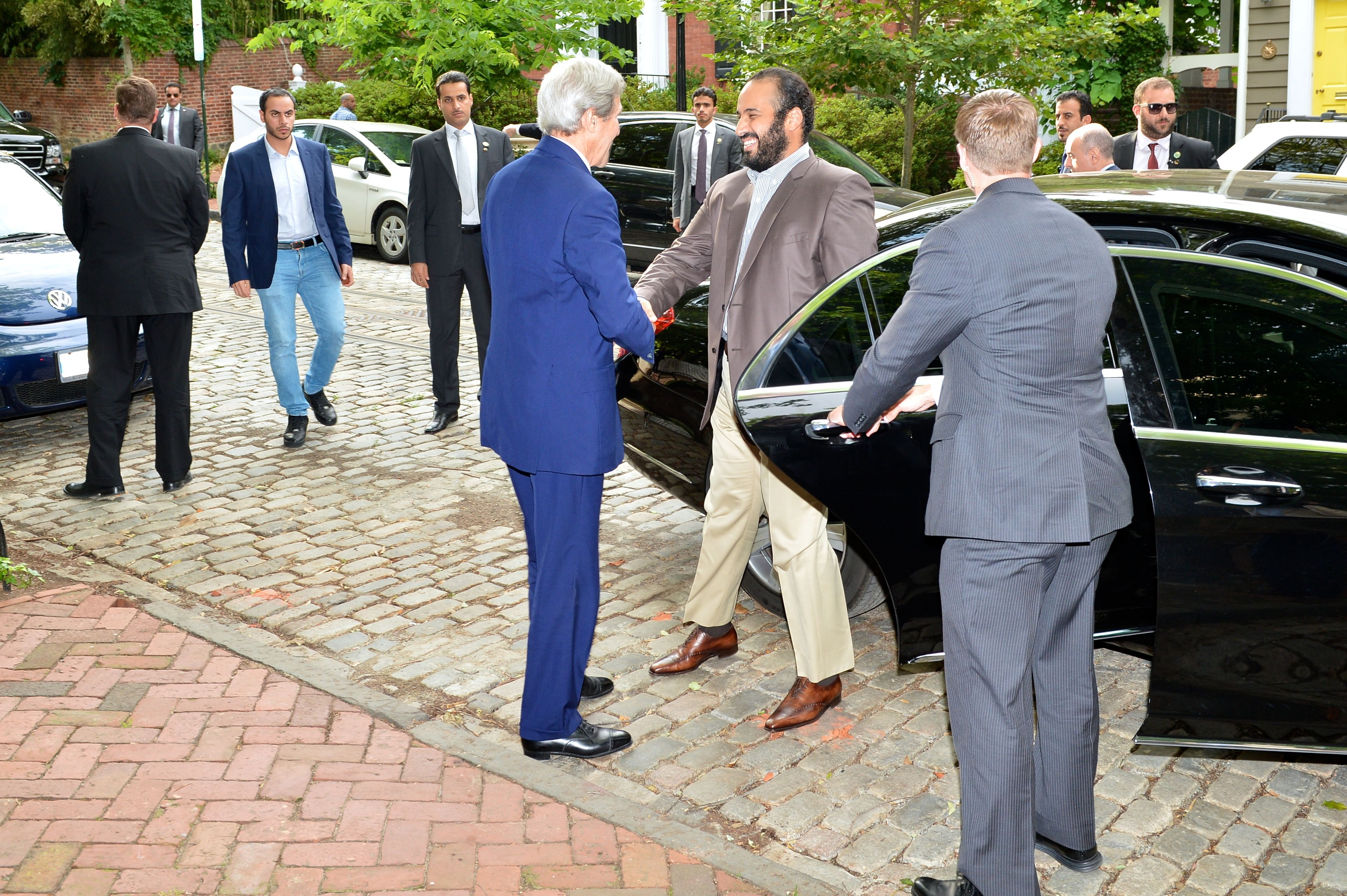
شاهزاده محمد بن سلمان با وزیر امور خارجه آمریکا جان کری، ۱۳ ژوئن ۲۰۱۶

در اکتبر ۲۰۱۳، شاهزاده بندر بن سلطان، رئیس اطلاعات عربستان سعودی، پیشنهاد کرد که روابط عربستان سعودی و ایالات متحده فاصله بین روابط بین دو کشور در مورد جنگ داخلی سوریه و اقدامات دیپلماتیک بین ایران و دولت اوباما وجود داشته باشد. سعودی‌ها در اعتراض به سیاست آمریکا در قبال این مسائل، در آن ماه کرسی چرخان شورای امنیت سازمان ملل را رد کردند (علیرغم اینکه قبلاً برای چنین کرسی فعالیت می‌کردند).
عربستان سعودی با احتیاط از توافق موقت مورد مذاکره غرب با ایران در مورد برنامه هسته ای حمایت می‌کرد. اوباما با ملک عبدالله تماس گرفت تا او را درمورد توافق کوتاه کند، و کاخ سفید گفت که رهبران توافق کردند «در مورد مذاکرات آمریکا با ایران» به‌طور منظم مشورت کنند

### ترور خاشقچی
در اکتبر ۲۰۱۸، پرونده جمال خاشقچی ایالات متحده را در شرایط دشواری قرار داد زیرا ترامپ و دامادش، جرد کوشنر، یک پیوند شخصی و رسمی قوی با محمد بن سلمان داشتند. در جریان مصاحبه، ترامپ قول داد که به پرونده رسیدگی کند و اگر مشخص شود که پادشاهی سعودی در ناپدید شدن یا ترور روزنامه‌نگار نقش دارد، «مجازات سخت» وجود خواهد داشت. پاسخی ناراحت‌کننده از وزارت خارجه عربستان سعودی دریافت که اگر عربستان "اقدامی دریافت کند، با اقدامات بیشتری پاسخ خواهد داد"، با اشاره به "نقش تأثیرگذار و حیاتی پادشاهی نفت خیز " در اقتصاد جهانی.
عربستان سعودی پس از هفته‌ها انکار پذیرفت که خاشقچی در کنسولگری عربستان در استانبول درگذشت. عادل الجبیر مرگ روزنامه‌نگار را «قتل» و «یک اشتباه بزرگ» توصیف کرد. اما وی اطلاع از محل نگهداری بدنش را انکار کرد. به دنبال این پرونده، ایالات متحده قول داد ویزای اتباع سعودی مسئول مرگ خاشقگی را لغو کند.

### به رسمیت شناختن نسل‌کشی ارامنه
در سال ۲۰۱۹، کنگره ایالات متحده رسماً نسل‌کشی ارامنه را به رسمیت شناخت، که این نخستین بار بود که ایالات متحده رسماً نسل‌کشی را تصدیق می‌کند، زیرا قبلاً فقط به‌طور غیررسمی یا جزئی این نسل‌کشی را به رسمیت شناخته بود. ترکیه که به‌طور سنتی وجود چنین نسل‌کشی را انکار می‌کند، ایالات متحده را به التهاب تنش‌ها متهم کرد. دونالد ترامپ با استناد به اینکه موضع دولت وی در این باره تغییر نکرده‌است، قطعنامه کنگره را رد کرده‌است. علی‌رغم انکار ترامپ، این قطعنامه با حمایت متحد ترامپ عربستان سعودی مورد حمایت قرار گرفت، و بیانگر افزایش بی‌احترامی‌ها و بی‌اعتمادی‌ها نسبت به ترکیه از سوی عربستان سعودی و ایالات متحده است.

## آشوب

### درگیری نخست
در حالی که روابط ایالات متحده و عربستان سعودی در حال رشد بود، نخستین درگیری آنها هنگامی آغاز شد که بی نظمی بین یهودیان و اعراب در آوریل ۱۹۳۶ در قیمومت فلسطین تحت مدیریت انگلیس آغاز شد. ایالات متحده از ایجاد یک کشور مستقل اسرائیل طرفداری می‌کرد، اما از طرف دیگر عربستان سعودی، ملت پیشرو در جهان اسلام و عرب از موقعیت عرب حمایت می‌کرد که نخستین درگیری آنها را در پی داشت. به عبارت دیگر، منافع نفتی آمریکا در عربستان سعودی بسته به شرایط درگیری می‌تواند گروگان باشد. رئیس‌جمهور آمریکا، فرانکلین روزولت نامه ای را به شاه سعودی ارسال کرد و نشان می‌داد که درست است که آمریکا از تأسیس کشور یهودی در فلسطین حمایت می‌کند، اما به هیچ وجه مسئول تأسیس نیست. ملک عبدالعزیز با این پیام که روابط ایالات متحده و عربستان سعودی دوباره رو به رشد است، متقاعد شد. علاوه بر این، در مارس ۱۹۳۸، کاسکو با کشف بزرگ نفت در عربستان سعودی، صنعت نفت در این کشور را رونق بخشید و به‌طور هم‌زمان ایالات متحده علاقه بیشتری به نفت عربستان پیدا کرد. در نتیجه، در تاریخ ۴ فوریه ۱۹۴۰، با نزدیک شدن به جنگ جهانی دوم، ایالات متحده حضور دیپلماتیک خود را در عربستان برقرار کرده بود تا روابط نزدیکتر با سعودی‌ها داشته باشد و از آن در برابر دشمن محافظت کند. برت فیش، سفیر پیشین ایالات متحده در مصر به عنوان سفیر ایالات متحده در جده انتخاب شد.

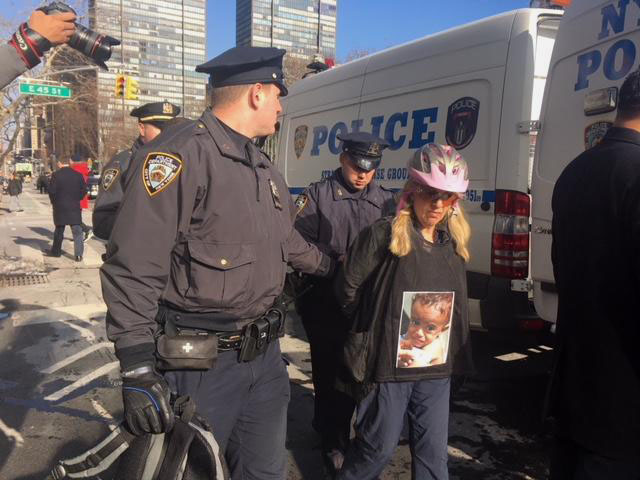
معترضان به جنگ تحت هدایت عربستان سعودی علیه یمن توسط پلیس نیویورک با دستبند خارج از مأموریت ایالات متحده در سازمان ملل در ۱۱ دسامبر ۲۰۱۷ هدایت شدند

### توان نفتی(معامله قرن با عربستان سعودی)
دلار ایالات متحده آمریکا باارزش‌ترین ارز جهان است. سیستم نفتی در اوایل دهه ۱۹۷۰ و در پی فروپاشی برتون وودز شکل گرفت. ریچارد نیکسون رئیس‌جمهور و وزیر امور خارجه وی، هنری کیسینجر، ترس داشتند که کنار گذاشتن استاندارد بین‌المللی طلا تحت توافق‌نامه برتون وودز (همراه با کسری تجاری رو به رشد ایالات متحده و بدهی‌های کلان مرتبط با جنگ ویتنام) باعث کاهش در تقاضای جهانی دلار آمریکا. در یک سری جلسات، ایالات متحده و خانواده سلطنتی سعودی توافق کردند. ایالات متحده حفاظت نظامی از میادین نفتی عربستان سعودی را ارائه می‌دهد، و در عوض سعودی‌ها فروش نفت خود را منحصراً به دلار آمریکا انجام می‌دهند (به عبارت دیگر، سعودی‌ها باید از همه ارزهای دیگر، به جز دلار آمریکا، به عنوان پرداخت برای صادرات نفت صرفه نظر کنند.).

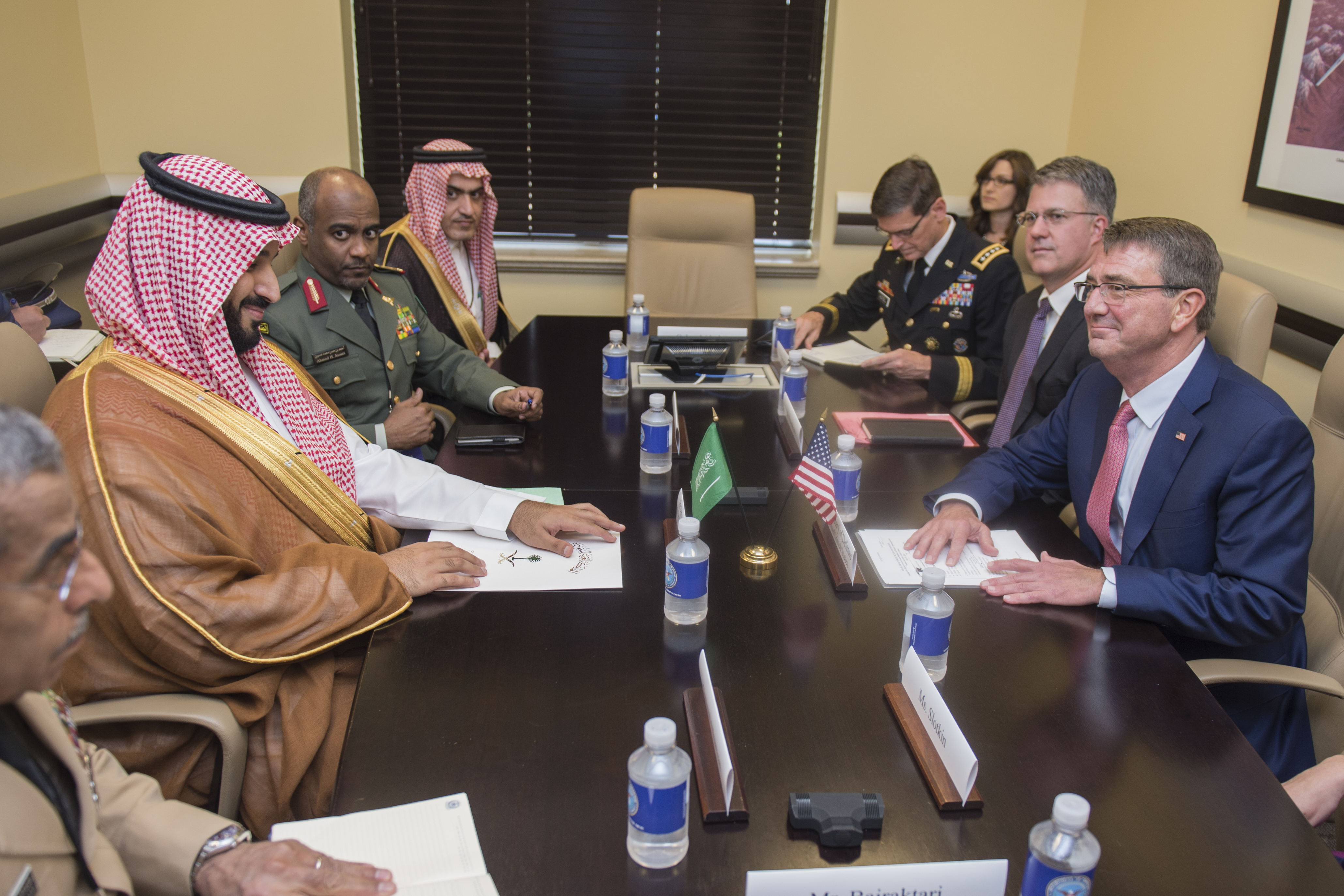
دیدار وزیر دفاع آمریکا اش کارتر با محمد بن سلمان ولیعهد و احمد اسیری مشاور وی در سال ۲۰۱۶

### حملات ۱۱ سپتامبر
در ۱۱ سپتامبر ۲۰۰۱، حملات تروریستی به شهرهای نیویورک و واشینگتن دی سی و در مزرعه ای در حوالی شانکسویل ، پنسیلوانیا توسط چهار هواپیمای ربوده شده منجر به کشته شدن ۲۹۷۷ نفر شد و تخمین زده شد که ۱۵۰ میلیارد دلار خسارت به دارایی و زیرساخت‌ها و تأثیر اقتصادی برسد، که بیش از تلفات است و خسارات ناشی از حمله ژاپن به پرل هاربر ۶۰ سال قبل. ۱۵ نفر از ۱۹ هواپیماربای در این حملات، و همچنین رهبر سازمان هواپیماربایان (اسامه بن لادن) از عربستان سعودی وارد شدند. در ایالات متحده، تبلیغات منفی قابل توجهی برای عربستان سعودی و تدریس آن دربارهٔ اسلام و ارزیابی مجدد اتحاد «نفت برای امنیت» با آل سعود به وجود آمد. گزارش سال ۲۰۰۲ شورای کار روابط مالی تأمین مالی تروریسم برای روابط خارجی نشان داد که "سالهاست که افراد و خیریه‌های مستقر در عربستان سعودی مهمترین منبع مالی القاعده بوده‌اند. و سالها است که مقامات سعودی چشم خود را بر روی این مشکل بسته‌اند. "
در واکنش علیه عربستان سعودی و وهابیت، دولت سعودی در رسانه‌ها، جلسات سنا و سایر نقاط به تصویر کشیده شد
حتی پیشنهادی در شورای سیاستگذاری دفاعی، (بازوی وزارت دفاع) وجود داشت که «سعودی را از عربستان بردن» با تصرف اجباری کنترل میادین نفتی، بازپس دادن حجاز به هاشمی‌ها و تفویض اختیار مدینه در نظر بگیرند و مکه به یک کمیته چند ملیتی متشکل از مسلمانان میانه‌رو و غیر وهابی.
در خود عربستان سعودی، احساسات ضدآمریکایی «شدید»  و «در بالاترین حد خود» توصیف شده‌است. 
نظرسنجی انجام شده توسط سرویس اطلاعاتی عربستان دربارهٔ «سعودی‌های تحصیل کرده بین ۲۵ تا ۴۱ سال» که اندکی پس از حملات ۱۱ سپتامبر انجام شد «نتیجه گرفت که ۹۵ درصد» از نظرسنجی‌ها از بن بن لادن حمایت می‌کنند. (بنا بر گزارش‌ها، حمایت از بن لادن تا سال ۲۰۰۶ کاهش یافت و تا آن زمان، پس از آنکه گروه‌های مرتبط با القاعده به داخل عربستان سعودی حمله کردند، جمعیت سعودی بطور قابل توجهی طرفدار آمریکا شد.) «سعودی را از عربستان بیرون ببر» به عنوان برنامه مخفی آمریکا برای پادشاهی پخش شد. 
در اکتبر ۲۰۰۱، وال استریت ژورنال گزارش داد که ولیعهد عبدالله در ۲۹ اوت نامه انتقادی به رئیس‌جمهور ایالات متحده جورج دبلیو بوش فرستاد: "زمانی می‌رسد که مردم و ملت‌ها از هم جدا می‌شوند. ما در یک دوراهی هستیم. وقت آن است که ایالات متحده و عربستان سعودی منافع جداگانه خود را بررسی کنند. آن دولتهایی که نبض مردم خود را احساس نکنند و به آن پاسخ دهند، به سرنوشت شاه ایران دچار می‌شوند. "

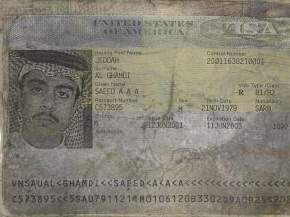
صفحه ویزا از گذرنامه سعید الغامدی پادشاهی عربستان سعودی از سایت سقوط پرواز شماره ۹۳ خطوط هوایی یونایتد بازیابی شد

شاهزاده نایف بن عبدالعزیز آل سعود، بیش از یک سال پس از وزیر کشور عربستان (یازده سپتامبر) (پست قدرتمندی که حوزه قضایی آن شامل جمع‌آوری اطلاعات داخلی بود)، اصرار داشت که هواپیماربایان سعودی آدمهای ابری در یک توطئه صهیونیست‌ها بودند. در دسامبر ۲۰۰۲، سخنگوی دولت عربستان سعودی اعلام کرد که کشور وی قربانی عدم تحمل بی‌دلیل آمریکا در مرز نفرت است.
در سال ۲۰۰۳، چندین حملات تروریستی ترکیبات ایالات متحده، وزارت کشور عربستان و چندین مکان دیگر را در داخل عربستان هدف قرار داد. در نتیجه این حملات، ایالات متحده تصمیم گرفت با ارائه آموزش ضد تروریسم، جدیدترین فناوری‌ها، و با دادن فرصت تعامل با سازمان‌های اجرای قانون آمریکا، آژانس‌های اجرای قانون سعودی را برای به دست آوردن دانش و قدرت کارآمد مورد نیاز، توسعه دهد. رسیدگی به پرونده‌های تروریستی و اجرای قوانین ضد تروریستی.
سیاستمداران و رسانه‌های آمریکایی دولت سعودی را به حمایت از تروریسم و تحمل فرهنگ جهادی متهم کردند خاطرنشان کردند که اسامه بن لادن و پانزده نفر از نوزده (یا ۷۸ درصد) هواپیماربایان یازده سپتامبر از عربستان سعودی بوده‌اند.

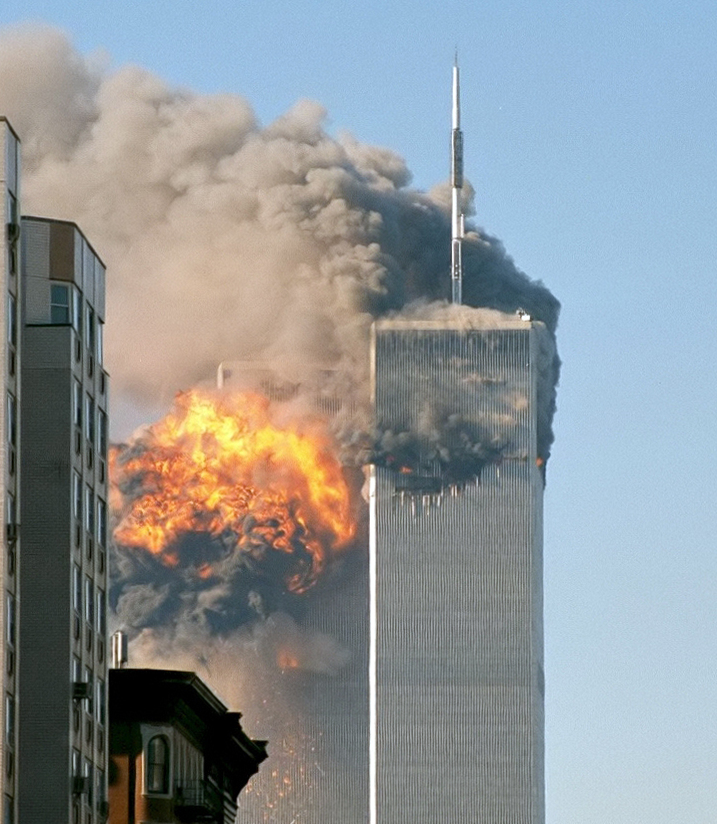
از ۱۹ تروریست ۱۱ سپتامبر ۱۵ نفر از شهروندان عربستان سعودی بودند

اگرچه برخی از تحلیلگران حدس می‌زنند که اسامه بن لادن، که در سال ۱۹۹۴ تابعیت سعودی وی را از عربستان سعودی باطل کرده و از عربستان اخراج شد، ۱۵ هواپیماربای سعودی را عمداً برای قطع روابط آمریکا و عربستان انتخاب کرده‌است، زیرا ایالات متحده هنوز به عربستان مشکوک بود. سعودی‌ها تصمیم گرفتند برای جنگ با تروریسم با ایالات متحده همکاری کنند. ملک عبدالله به عنوان سخنرانی افتتاحیه کنفرانس بین‌المللی مبارزه با تروریسم که در سال ۲۰۰۵ در ریاض برگزار شد، گفت: «تروریسم به هیچ فرهنگ، دین و سیستم سیاسی تعلق ندارد». این همکاری به منظور جلوگیری از فعالیت‌ها و ایدئولوژی‌های تروریست‌های طرفدار القاعده، به‌طور گسترده‌تری تحت پوشش جنبه‌های مالی، آموزشی، فناوری در عربستان سعودی و کشورهای مسلمان قرار گرفت. شیخ بن صالح گفت: «زمان آن فرا رسیده‌است که علما (فقیهان مسلمان) و همه اندیشمندان، روشنفکران و دانشگاهیان مسئولیت‌های خود را در برابر روشنگری مردم، به ویژه جوانان بر عهده بگیرند و از آنها در برابر عقاید انحرافی محافظت کنند.» عبدالعزیز الشیخ، وزیر امور اسلامی، در کنفرانس.
تقریباً همه اعضای کنفرانس موافقت کردند که القاعده مسلمانان کمتر تحصیل کرده را با متقاعد کردن اینکه آنها جنگجویان خدا هستند، هدف قرار می‌دهد، اما آنها واقعاً آنها را متقاعد می‌کنند که فقط به اهداف سیاسی خود برسند. سه سال پس از نقش جدی و فعال سعودی در مبارزه با تروریسم، القاعده حملات متعددی را با هدف قرار دادن ساختمانهای دولت سعودی و ساختمانهای ایالات متحده در محوطه سعودی آغاز کرد. حملات آنها انتقام آنها از همکاری عربستان سعودی با ایالات متحده را نشان می‌دهد که تلاش می‌کند تحرکات ضد تروریستی آمریکا و عربستان را متوقف کند و سعی در از بین بردن روابط ایالات متحده و عربستان و نابودی آن دارد.
پس از این تغییرات، دولت عربستان در جلوگیری از فعالیت‌های تروریستی مهارت بیشتری داشت. آنها تعداد زیادی تروریست سعودی و تروریست از کشورهای دیگر (برخی از آنها آمریکایی) را که به طریقی یا دیگری با القاعده ارتباط داشتند، گرفتار کردند. برخی از این جنایتکاران دارای درجه بالایی در جامعه تروریستی بودند، که به انتشار بسیاری از تروریستها کمک کرد. در طی چند ماه، مقامات اجرای قانون سعودی با موفقیت توانستند فعالیت‌های تروریستی را متوقف و از آن جلوگیری کنند. همچنین، آنها در یافتن منبع تأمین مالی تروریسم موفق بودند.
در مارس ۲۰۱۸، یک قاضی آمریکایی رسماً اجازه داد که شکایتی علیه دولت عربستان سعودی که توسط بازماندگان یازده سپتامبر و خانواده‌های قربانی ارائه شده بود، پیش رود.

### آدم‌ربایی
آدم‌ربایی بین‌المللی کودکان آمریکایی به عربستان سعودی انتقادهای مداوم را به دنبال داشت و منجر به جلسه دادرسی کنگره در سال ۲۰۰۲ شد که در آن والدین کودکانی که در عربستان سعودی نگهداری می‌شدند شهادت بی پروانه مربوط به آدم‌ربایی فرزندان خود را ارائه دادند. اینسایت مستقر در واشینگتن مجموعه ای از مقاله‌ها را در مورد آدم‌ربایی بین‌المللی در همان دوره ارائه داد که بارها برجسته عربستان سعودی بود.

### ادعاهای تأمین بودجه تروریسم
مطابق با ابلاغیه وزارت امور خارجه ایالات متحده توسط هیلاری کلینتون، وزیر امور خارجه ایالات متحده در سال ۲۰۰۹، (که به عنوان بخشی از جنجال «نشت کابل‌های ایالات متحده در ویکی لیکس» در سال ۲۰۱۰ اعلام شد) «اهدا کنندگان در عربستان سعودی مهمترین منبع مالی گروه‌های تروریستی سنی هستند در سراسر جهان». بخشی از این بودجه از طریق زکات (یک عمل خیرخواهانه دیکته شده توسط اسلام) که توسط همه سعودی‌ها به موسسات خیریه پرداخت شده و حداقل ۲٫۵٪ از درآمد آنها است، تأمین می‌شود. اگرچه بسیاری از خیریه‌ها اصیل هستند، اما برخی دیگر ادعا می‌شوند که به عنوان جبهه‌هایی برای پولشویی و عملیات مالی تروریسم عمل می‌کنند. در حالی که بسیاری از سعودی‌ها با حسن نیت به این موسسات خیریه کمک می‌کنند و معتقدند پول آنها برای اهداف خوب است، ادعا شده‌است که دیگران به خوبی اهداف تروریستی که پول آنها به آنها اعمال می‌شود را می‌دانند.

### معاملات تسلیحاتی ۲۰۱۷ و جنگ در یمن
تعداد قابل توجهی از آمریکایی‌ها رفتار عربستان سعودی را در مداخله مداوم خود در جنگ داخلی یمن، از جمله ادعاهای جنایات جنگی مانند بمب‌گذاری در بیمارستان‌ها، پمپ بنزین‌ها، زیرساخت‌های آب، بازارها و سایر گروه‌های غیرنظامی و بناهای باستانی انتقاد کرده‌اند. اعلام کل فرمانداری صعده به عنوان یک هدف نظامی. استفاده از بمب‌های خوشه ای و اجرای محاصره مواد غذایی و تجهیزات پزشکی که باعث قحطی شده‌است. منتقدان با حمایت آمریکا از عربستان سعودی برای این عملیات مخالفت می‌کنند، عملی که به گفته آنها به نفع منافع امنیت ملی ایالات متحده نیست و آنها مخالف این هستند که ایالات متحده برای استفاده در یمن اسلحه به عربستان بفروشد.

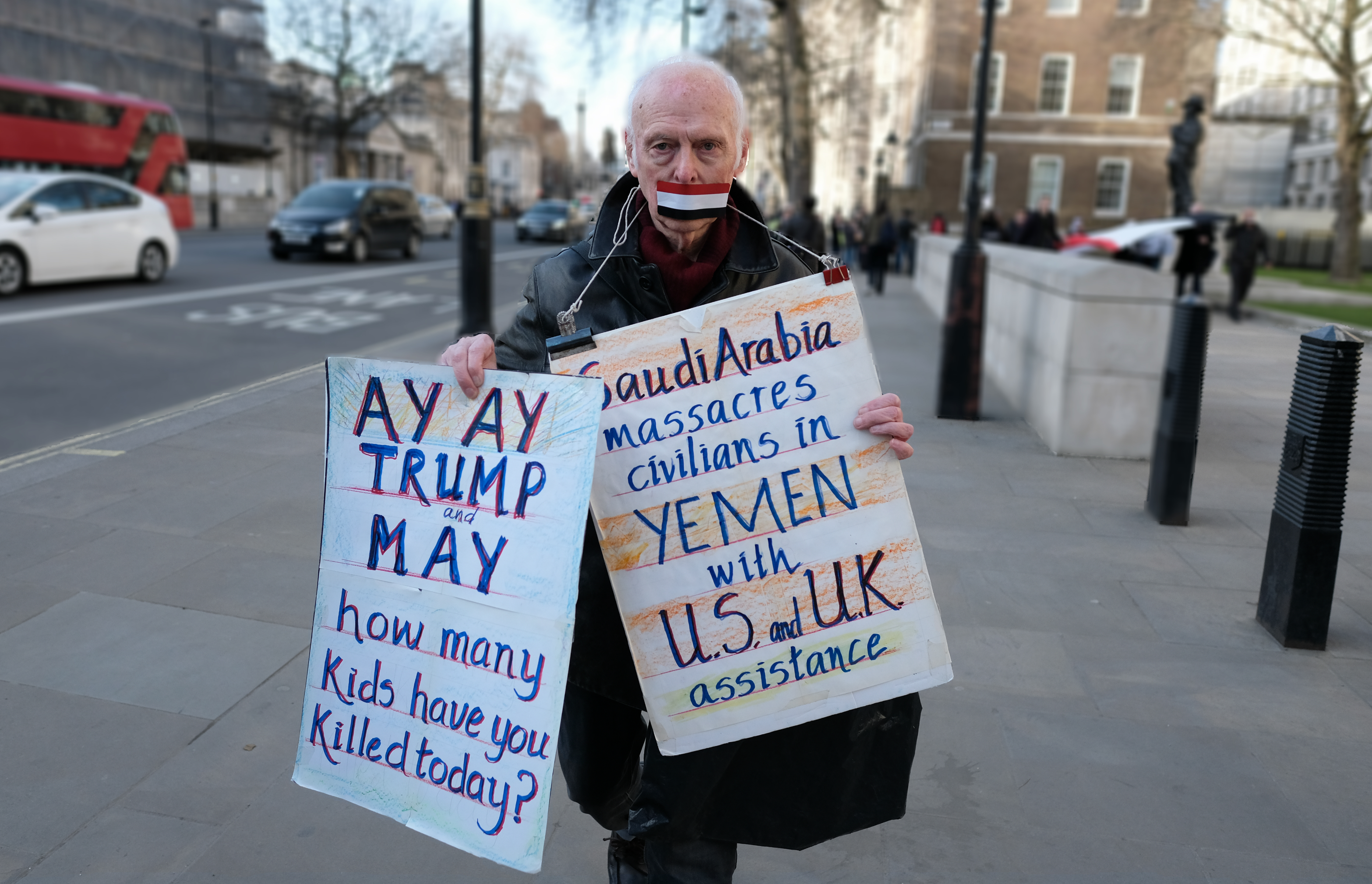
اعتراض به دخالت آمریکا در مداخله عربستان سعودی در یمن، مارس ۲۰۱۸

تصویب معامله تسلیحاتی سال ۲۰۱۷ با مخالفت قانونگذاران مختلف از جمله سناتورهای حزب جمهوری‌خواه مایک لی، رند پاول، تاد یانگ و دین هلر همراه با بیشتر سناتورهای دموکرات که به منظور جلوگیری از فروش، با استناد به نقض حقوق بشر رأی دادند. توسط عربستان سعودی در جنگ داخلی یمن. از جمله سناتورهایی که به مخالفت با اقدام برای جلوگیری از فروش رأی دادند، سناتورهای دموکرات جو دونلی، کلر مک کاسیل، بیل نلسون، جو مانچین و مارک وارنر به همراه جمهوری خواهان برتر از جمله رهبر اکثریت میچ مک کانل، باب کورکر و جان مک کین بودند.
تولسی گبرد، نماینده دموکرات هاوایی، با انتقاد از این اقدام گفت عربستان "یک کشور است با سابقه ویرانگر نقض حقوق بشر در داخل و خارج از کشور و سابقه طولانی در حمایت از سازمان‌های تروریستی که مردم آمریکا را تهدید می‌کند. " رند پال لایحه ای را ارائه داد که سعی در جلوگیری از این طرح داشت و آن را «خائن» خواند.
سناتور آمریکایی کریس مورفی ایالات متحده را به همدستی در بحران انسانی یمن متهم کرد و گفت: "امروز هزاران و هزاران نفر در داخل یمن در حال مرگ هستند. . . . این ترسناک است در بخشی از تصمیم ما برای تسهیل بمباران است که قتل کودکان و به تایید یک استراتژی عربستان در داخل یمن که عمداً با استفاده از بیماری و گرسنگی و خروج از حمایت انسان دوستانه به عنوان یک باعث تاکتیک. "

### کشتن خاشقچی
در اکتبر ۲۰۱۸، اتهامات جدی علیه سعودی برای قتل جمال خاشقچی روزنامه‌نگار واشینگتن پست در داخل کنسولگری عربستان در استانبول مطرح شد. وزیر خارجه ایالات متحده مایک پومپئو از عربستان سعودی خواست «از تحقیقات دقیق» در مورد ناپدید شدن حمایت کند و «در مورد نتایج شفاف باشد». ترامپ گفت: "ما نمی‌توانیم اجازه دهیم این اتفاق برای خبرنگاران، برای کسی رخ دهد. ما همه چیز را طلب می‌کنیم. ما می‌خواهیم ببینیم آنجا چه خبر است. "

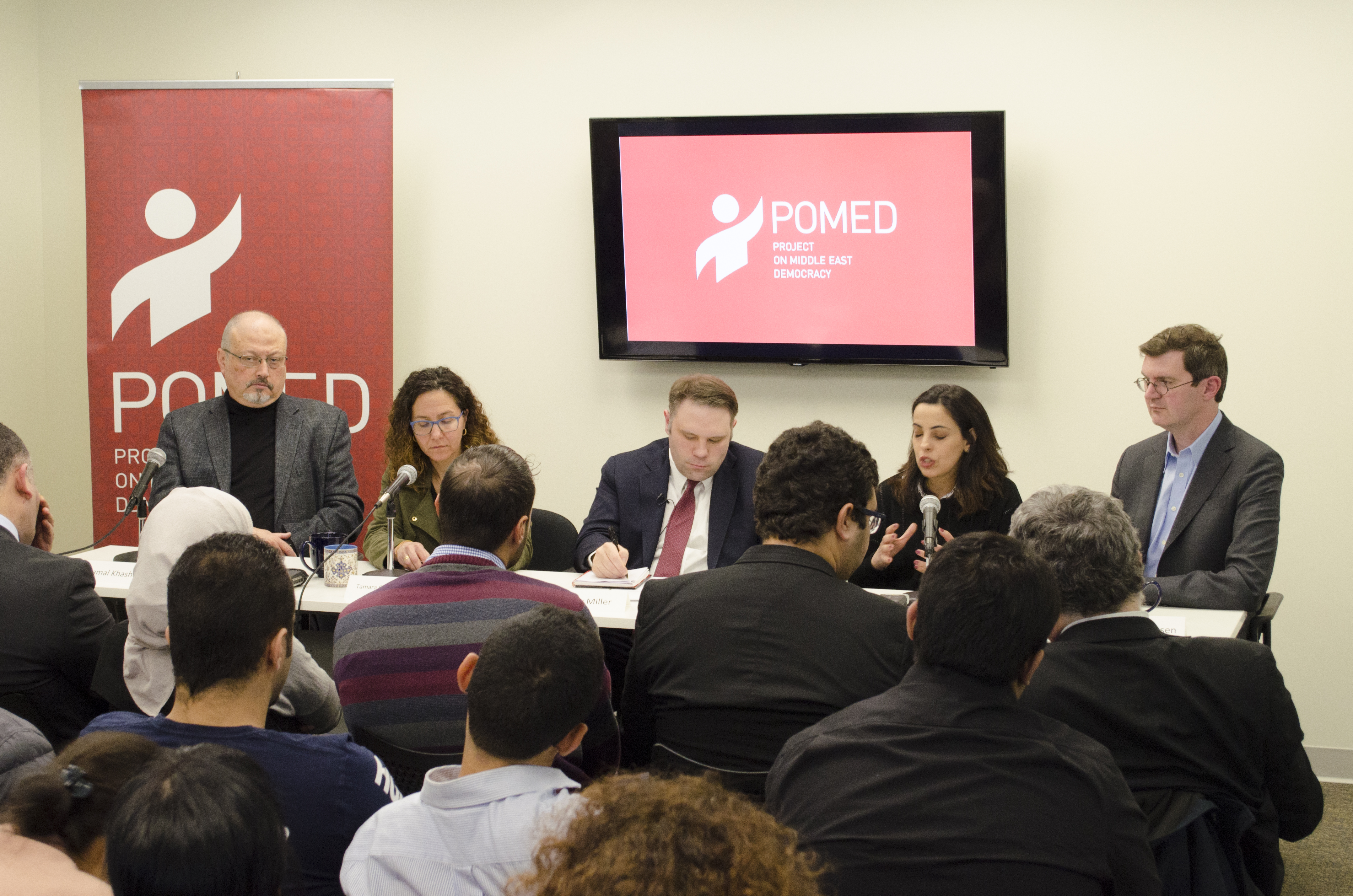
جمال خاشقچی (سمت چپ) در یک پروژه ۲۰۱۸ در مورد دموکراسی خاورمیانه در واشینگتن دی سی

واکنش لیندزی گراهام، سناتور ارشد جمهوری‌خواه، شدید بود، زیرا وی گفت اگر سعودی در قتل خاشقچی دست داشته باشد. وی همچنین اضافه کرد، "اگر آنها این گستاخانه باشند نشان دهنده تحقیر است. تحقیر نسبت به همه آنچه ما ایستاده‌ایم، تحقیر نسبت به رابطه. "

### آزادی دین
سم براونبک، سفیر، پادشاهی عربستان سعودی را به دلیل نقض آزادی مذهبی در رابطه با آزادی گزارش بین‌المللی مذهبی در سال ۲۰۱۸ توسط وزارت امور خارجه، محکوم کرد. براونبک از عربستان سعودی به عنوان «یکی از بدترین بازیگران آزار و اذیت مذهبی در جهان» نام برد و امیدوار بود که «اقدامات در جهت مثبت» انجام شود. این گزارش جزئیات تبعیض علیه مسلمانان شیعه در عربستان و بدرفتاری آنها را شامل می‌شود که شامل اعدام دسته جمعی ۳۴ نفر در آوریل ۲۰۱۹ است که بیشتر آنها شیعه مسلمان بودند.

### قانون تسلیحات ۲۰۱۹
در پی کاهش بی‌سابقه حقوق بشر، در ۱۷ ژوئیه ۲۰۱۹، نمایندگان مجلس در واشینگتن از قطعنامه ای برای جلوگیری از فروش مهمات با هدایت دقیق به پادشاهی عربستان سعودی و امارات متحده عربی حمایت کردند. این اقدام می‌توانست میلیاردها دلار فروش سلاح را به مداخله سعودی در یمن که هزاران نفر در جنگ ۴ ساله کشته شده‌اند، منکر شود. آقای ترامپ سه مصوبه از این دست را وتو کرد و اکثریت دو سوم مجلس سنا وجود نداشت که بتواند آن را نادیده بگیرد.
در ۳ اوت ۲۰۲۰، دموکرات‌ها در کنگره احضاریه‌هایی را در رابطه با فروش سلاح‌های ایالات متحده به عربستان سعودی و امارات صادر کردند.
در ۱۱ اوت ۲۰۲۰، وزیر خارجه ایالات متحده مایک پمپئو از اتهامات تخلف در فروش مناقشه سلاح به عربستان سعودی و امارات متحده عربی پاک شد. وی پس از استفاده از روال مبهم اضطراری برای دور زدن امتناع کنگره از تصویب فروش اسلحه ۸ میلیارد دلاری به عربستان سعودی، امارات متحده عربی و اردن در ماه مه ۲۰۱۹، به سو

### انتخابات ریاست جمهوری ۲۰۱۶ آمریکا
در اوت ۲۰۱۶، دونالد ترامپ جونیور جلسه ای با نماینده ای به نمایندگی از ولیعهد عربستان سعودی و محمد بن سلمان، ولیعهد، و محمد بن زاید آل نهیان، ولیعهد ابوظبی داشت. نماینده به مبارزات انتخاباتی ریاست جمهوری ترامپ کمک کرد که طبق قوانین ایالات متحده غیرقانونی خواهد بود. در این جلسه جورج نادر، لابیست لبنانی-آمریکایی، جوئل زامل، متخصص اسرائیلی در زمینه دستکاری در شبکه‌های اجتماعی و اریک پرینس، بنیانگذار بلک واتر حضور داشتند.
رابرت مولر، مشاور ویژه، روابط احتمالی کمپین ترامپ با عربستان سعودی را بررسی کرد. احمد خواجه، تاجر لبنانی-آمریکایی ادعا کرد که عربستان سعودی و امارات متحده عربی به‌طور غیرقانونی میلیون‌ها دلار در مبارزات انتخاباتی ترامپ هزینه کردند.
در آوریل ۲۰۱۷، دونالد جی ترامپ، رئیس‌جمهور ایالات متحده، با سفر وزیر دفاع آمریکا به عربستان سعودی سعی در بهبود روابط ایالات متحده با عربستان داشت. ترامپ اظهار داشت که هدف وی کمک و کمک به عربستان سعودی از نظر حفاظت نظامی است تا در ازای آن غرامت اقتصادی مفیدی برای ایالات متحده دریافت کند.

### تیراندازی پنساکولا
در تاریخ ۶ دسامبر ۲۰۱۹، یک دانشجوی هوانوردی از عربستان سعودی، محمد سعید الشمرانی، سه نفر را در ایستگاه هوایی نیروی دریایی ایالات متحده در پنساکولا در فلوریدا کشته و ۸ نفر را زخمی کرد. این حمله پس از تحقیقات به عنوان یک حمله تروریستی توسط اداره تحقیقات فدرال نتیجه‌گیری می‌شود. الشمرانی خود ستوان دومی در نیروی هوایی سلطنتی سعودی است که به عنوان بخشی از توافق‌نامه همکاری امنیتی با عربستان سعودی در یک برنامه آموزشی تحت حمایت پنتاگون شرکت می‌کرد. بعداً، نیروی دریایی آموزش پرواز را برای همه دانشجویان هواپیمایی ارتش سعودی به حالت تعلیق درآورد تا نتایج تحقیقات اداره تحقیقات فدرال.
ران دسنتیس فرماندار فلوریدا، مقصر زیادی را متوجه دولت سعودی کرد و نیاز به جبران خسارت را به دولت سعودی وارد کرد و اظهار داشت: «آنها [عربستان سعودی] در اینجا قرار است بدهی بدهند زیرا این یکی از افراد آنها است.»

### شیوع ویروس کرونا
در تاریخ ۳ ژوئیه سال ۲۰۲۰، گزارش شد که ده‌ها دیپلمات آمریکایی به دلیل عدم موفقیت پادشاهی در مهار شیوع ویروس کرونا، حتی با آغاز دوباره اقتصاد آن، عربستان سعودی را به همراه خانواده خود ترک خواهند کرد. برخی از دیپلمات‌ها بر این باورند که دولت عربستان سعودی ممکن است هزاران مورد از ویروس کرونا را کمتر گزارش دهد.

### رئیس‌جمهور منتخب جو بایدن
به دنبال پیروزی جو بایدن، نامزد دموکرات در انتخابات ریاست جمهوری سال ۲۰۲۰ ایالات متحده، کشورهای عربی به او تبریک گفتند، اما محمد بن سلمان ساعت‌ها سکوت کرد. اعتقاد بر این بود که شاهزاده سلمان از ارسال خواسته‌ها به بایدن خودداری می‌کند، زیرا پرونده‌های حقوقی که علیه او در زمان ریاست جمهوری دونالد ترامپ یک حامل حیاتی دریافت کرده بود، از بین می‌رود. سلما

### رابطه بعد از ۱۱ سپتامبر
عربستان سعودی در پی وقوع فاجعه روابط عمومی با اطلاع از هویت هواپیماربایان مظنون، شرکت لابی واشینگتن دی سی، پاتون بوگس را به عنوان عوامل خارجی ثبت شده درگیر کرد. آنها همچنین شرکت روابط عمومی و لابی قورویس را به مبلغ ۱۴ میلیون دلار در سال استخدام کردند. قورویس درگیر یک هیجان روابط عمومی بود که "کمیسیون ۱۱ سپتامبر در یافت که" هیچ مدرکی مبنی بر اینکه دولت سعودی به عنوان یک نهاد یا مقامات ارشد سعودی به‌طور جداگانه [القاعده] بودجه "را تأیید می‌کند ، منتشر کرد - در حالی که نتیجه‌گیری گزارش" عربستان سعودی را فراموش کرده‌است " در مبارزه با افراط گرایی اسلامی یک متحد مشکل ساز بوده‌است. ""

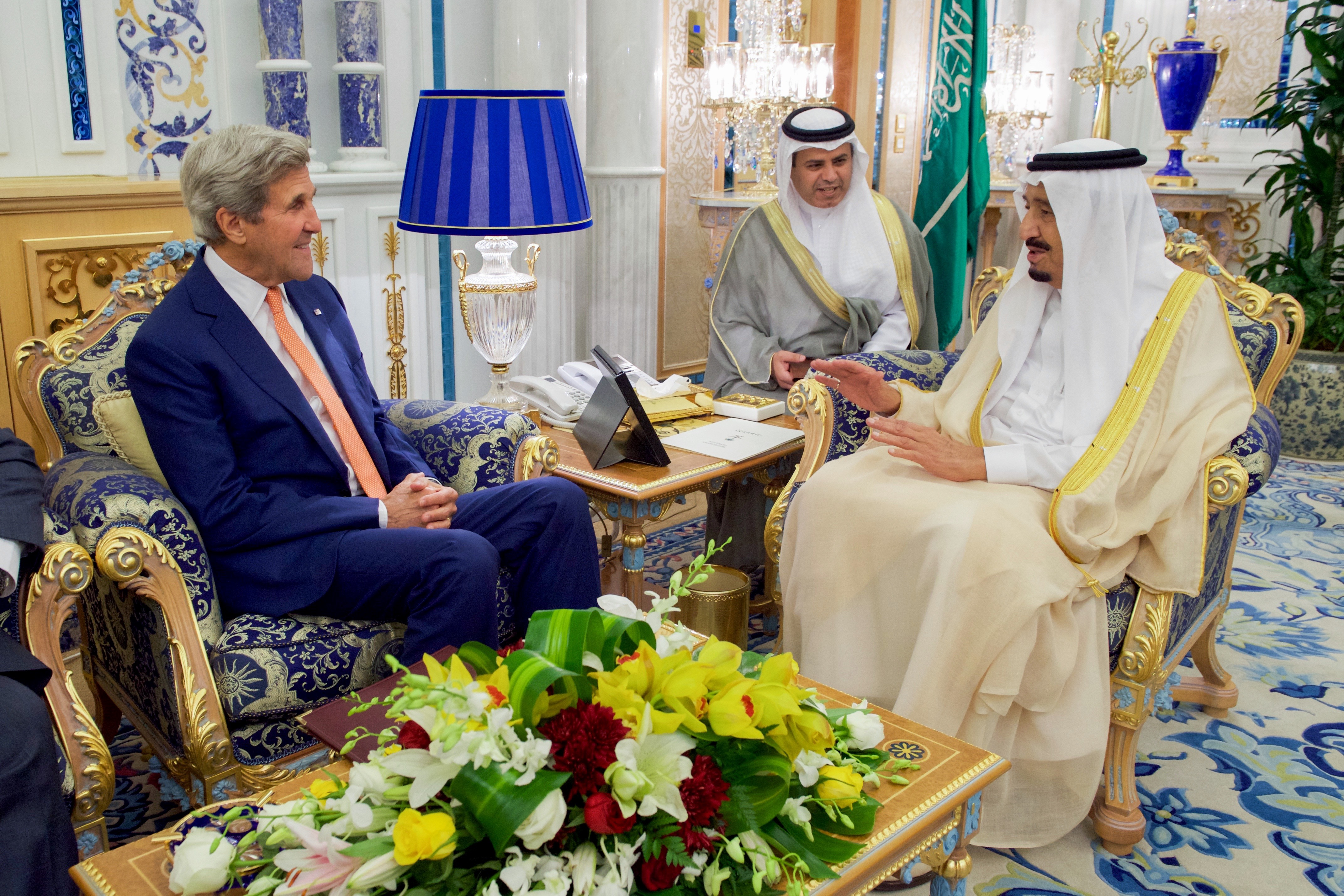
وزیر امور خارجه آمریکا جان کری در کنار پادشاه سلمان عربستان در ریاض، ۲۵ اوت ۲۰۱۶

حداقل به گفته یکی از روزنامه نگاران (جان آر. بردلی)، خانواده حاکم سعودی بسته به دفاع نظامی از آمریکا گرفتار شدند، در حالی که همچنین به حمایت داخلی از نهاد مذهبی وهابی بستگی داشتند، که به عنوان یک آموزه دینی "در پایان" به دنبال نابودی غرب است "، از جمله متحد ادعایی فرمانروای خود - ایالات متحده  در طول جنگ عراق ، شاهزاده سعود الفیصل وزیر خارجه عربستان سعودی، حمله به رهبری ایالات متحده را به عنوان" ماجراجویی استعماری "انتقاد کرد که هدف آن فقط کنترل قدرت از منابع طبیعی عراق است. اما در همان زمان، بردلی می‌نویسد، دولت سعودی به طور مخفیانه به ارتش آمریکا اجازه می‌دهد «اساساً» عملیات هوایی خود را مدیریت کرده و از داخل مرزهای سعودی با استفاده از «حداقل سه» پایگاه هوایی سعودی، عملیات ویژه ای را علیه عراق آغاز کند. 
این دو کشور با یکدیگر همکاری و اطلاعاتی در مورد القاعده به اشتراک می‌گذارند و رهبران هر دو کشور همچنان برای گفتگو در مورد منافع مشترک و روابط دوجانبه با یکدیگر دیدار می‌کنند.
عربستان سعودی و ایالات متحده متحدان استراتژیک هستند و از زمان روی کار آمدن اوباما در سال ۲۰۰۹، ایالات متحده ۱۱۰ میلیارد دلار اسلحه به عربستان سعودی فروخته‌است. آژانس امنیت ملی (NSA) در تلاش برای کمک به «تداوم رژیم» همکاری با وزارت کشور عربستان سعودی را آغاز کرد. یک یادداشت فوق‌العاده محرمانه در آوریل ۲۰۱۳، برنامه آژانس برای ارائه «پشتیبانی مستقیم تحلیلی و فنی» از سعودی‌ها در امور «امنیت داخلی» را نشان می‌دهد. سازمان سیا از مدتها قبل اطلاعاتی را برای رژیم جمع کرده بود.
در ژانویه ۲۰۱۵، پس از مرگ ملک عبدالله، کاخ سفید و اوباما او را به عنوان یک رهبر تحسین کردند و «اهمیت روابط ایالات متحده و سعودی به عنوان نیرویی برای ثبات و امنیت در خاورمیانه و فراتر از آن» را ذکر کردند.

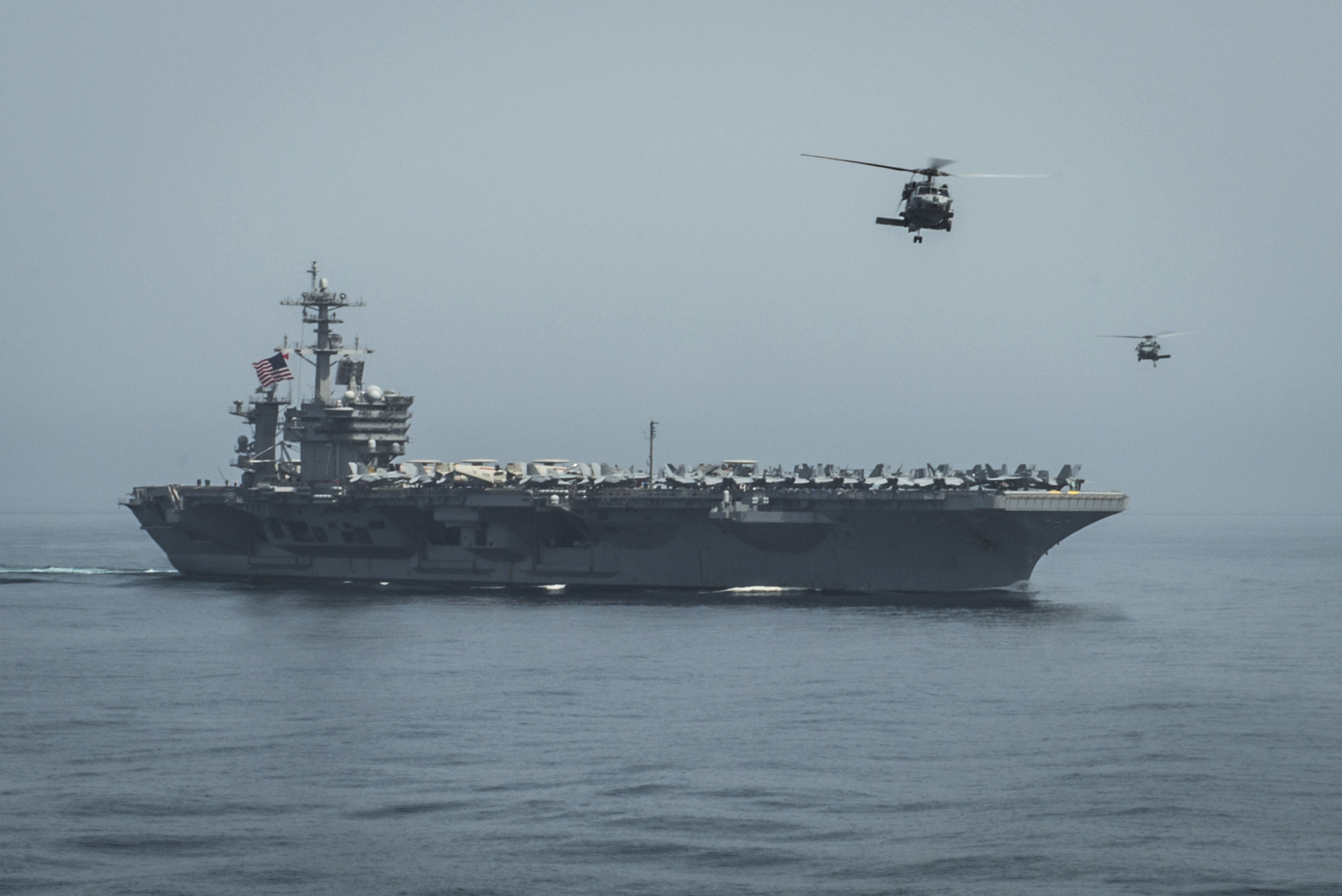
نیروی دریایی ایالات متحده به‌طور فعال در محاصره دریایی یمن به رهبری عربستان سعودی شرکت کرده‌است.

در مارس ۲۰۱۵، باراک اوباما اعلام کرد که به نیروهای آمریکایی اجازه داده‌است از عربستان سعودی در مداخله نظامی در یمن، با ایجاد «سلول برنامه ریزی مشترک» با عربستان پشتیبانی لجستیکی و اطلاعاتی کنند. وکلای دولت آمریکا این مسئله را مورد بررسی قرار داده‌اند که آیا ایالات متحده از نظر قانونی «جنگ طلبی» در درگیری است. چنین یافته‌ای ایالات متحده را موظف به تحقیق در مورد اتهامات جنایات جنگی توسط ائتلاف سعودی می‌کند و پرسنل ارتش آمریکا می‌توانند تحت پیگرد قانونی قرار گیرند.
روزنامه‌نگار آمریکایی، گلن گرینوالد، در اکتبر ۲۰۱۶ نوشت: "از آغاز بمب گذاری شنیع سعودی‌ها علیه یمن ۱۸ ماه پیش، دو کشور نقش فعال و حیاتی در امکان کشتار داشته‌اند: ایالات متحده و انگلیس جنایات سعودی‌ها بدون حمایت ثابت قدم و تهاجمی آنها غیرممکن بوده‌است. "
در سپتامبر ۲۰۱۶، سناتورها رند پال و کریس مورفی تلاش کردند تا از فروش پیشنهادی ۱٫۱۵ میلیارد دلار اسلحه از ایالات متحده به عربستان سعودی جلوگیری کنند. سنای آمریکا با ۷۱ رای موافق و ۲۷ رای مخالف با قطعنامه مورفی پل برای جلوگیری از توافق تسلیحاتی ایالات متحده و عربستان رأی داد.
در حالی که روابط مبتنی بر تجارت بین ایالات متحده آمریکا و عربستان سعودی رابطه ای است که به شدت تحت تأثیر اختلافات و مواضع سیاسی قرار دارد، تجارت هنوز از زمان تصور آن متوقف نشده‌است. روابط بین دو کشور به دلیل مزایای اقتصادی هر دو ملت از یکدیگر در طول تاریخ متوقف نشده‌است. از نظر آماری، تراز تجاری، با استفاده از سال ۲۰۱۶ به عنوان یک معیار، به کسری ۲٫۵ میلیارد دلار نسبت به سال ۲۰۱۷ کاهش یافته‌است، نظر مشهور این است که این مثال روابط قوی آینده بین دو ملت از طریق زمینه‌های مشترک سیاسی و نظامیگری ایالات متحده است با عربستان سعودی در حال توسعه است. بسیاری از کارشناسان معتقدند که ایالات متحده آمریکا و عربستان سعودی به دلیل اینکه کالایی اساسی برای مردم آمریکا و اقتصاد کلی ایالات متحده است، برای تجارت کاملاً «عالی» هستند.
در ژانویه ۲۰۱۷، وزیر دفاع آمریکا جیمز متیس «اهمیت روابط استراتژیک ایالات متحده و عربستان سعودی را دوباره تأیید کرد». متیس حمایت خود را از یک کارزار نظامی به رهبری عربستان سعودی علیه شورشیان شیعه یمن ابراز داشته‌است. وی از ترامپ خواست تا محدودیت‌های حمایت نظامی آمریکا از عربستان را برطرف کند. در ۱۰ فوریه ۲۰۱۷، مایک پمپئو، مدیر سیا، مدال «جورج تنت» از سوی سیا را به محمد بن نایف، ولیعهد سعودی اعطا کرد.

## روابط تجاری

### انرژی و نفت
عربستان سعودی از اوایل قرن بیستم یک شریک تجاری اغوا کننده با ایالات متحده بوده‌است. بزرگترین کالای معامله شده بین دو ملت نفت است. استحکام این رابطه مشهور است به تقاضای نفت ایالات متحده در سراسر دوران پسا نوین، تقریباً ۱۰ هزار بشکه نفت از سال ۲۰۱۲ روزانه به ایالات متحده وارد می‌شود ("واردات نفت خام و فراورده‌های نفتی کل ایالات متحده"). عربستان سعودی به دلیل افزایش مداوم تنش‌ها در سرتاسر خاورمیانه در اواخر قرن بیستم و اوایل قرن بیست و یکم به‌طور مداوم به سلاح، تقویت و تسلیحات نیاز داشته‌است. پس از سال ۲۰۱۶، ایالات متحده آمریکا تجارت خود را با عربستان سعودی به‌طور عمده برای کالاهای مرتبط با نفت خود ادامه داده‌است. بیشترین صادرات عربستان سعودی عبارتند از نفت خام (۹۶٫۱ میلیارد دلار)، پالایش نفت (۱۳ میلیارد دلار)، پلیمرهای اتیلن (۱۰٫۱ میلیارد دلار)، پلیمرهای پروپیلن (۴٫۹۳ میلیارد دلار) و اترها (۳٫۶ میلیارد دلار)، با استفاده از تجدید نظر در سال ۱۹۹۲ در HS (هماهنگ سیستم) طبقه‌بندی. واردات عمده آن اتومبیل (۱۱٫۸ میلیارد دلار)، هواپیما، بالگرد و / یا فضاپیما (۳٫۴۸ میلیارد دلار)، داروهای بسته‌بندی شده (۳و۳۴ میلیارد دلار)، تجهیزات پخش (۳٫۲۷ میلیارد دلار) و قطعات هواپیما (۲٫۱۸ میلیارد دلار) "است.
در ۹ اوت ۲۰۲۰، عربستان سعودی اعلام کرد که برای تلاش برای سرکوب ذخایر موجود در بازار جهانی نفت برای برقراری تعادل مجدد در تقاضا و عرضه، عرضه نفت به ایالات متحده را برای سومین بار در یک سال کاهش می‌دهد. با این حال، کارشناسان ادعا می‌کنند که این استراتژی در سال ۲۰۱۷ زمانی که تقاضا برای نفت زیاد بود، کار کرد و ممکن است به دلیل تأثیر بحران ویروس کرونا در تقاضای نفت، در حال حاضر چالش‌ها و خطراتی را به همراه داشته باشد.

### سالهای اخیر
در سال ۲۰۱۷، پادشاهی عربستان سعودی بیستمین بازار صادراتی ایالات متحده آمریکا در سراسر جهان و رتبه ۲۱ در بازارهای واردات بود. برجسته‌ترین کالاهای صادراتی به عربستان سعودی در سال تعیین شده (۲۰۱۷) «هواپیما (۳٫۶ میلیارد دلار)، وسایل نقلیه (۲٫۶ میلیارد دلار)، ماشین آلات (۲٫۲ میلیارد دلار)، ماشین‌های الکتریکی (۱٫۶ میلیارد دلار) و اسلحه و مهمات» بود. ۱٫۴ میلیارد دلار). از نظر آماری، تجارت ایالات متحده - عربستان سعودی در سال ۲۰۱۷ تقریباً ۹ درصد در صادرات ایالات متحده نسبت به سال قبل کاهش یافته‌است. با این وجود، سال ۲۰۱۷ جبران خسارت زیادی در رابطه از طریق افزایش ۵۷ درصدی صادرات از سال ۲۰۰۷ بود. واردات بین دو کشور از سال ۲۰۱۸ تا ۲۰۱۷ تقریباً ۱۱ درصد افزایش یافته‌است که از سال مالی ۲۰۰۷ به بعد ۴۷٪ کاهش داشته‌است. نهادهایی که ایالات متحده آمریکا می‌خواهد از عربستان سعودی وارد کند در طول سالها تقریباً تغییر نکرده‌است: "بهترین کالاهای وارداتی (HS 2 رقمی) در سال ۲۰۱۷ عبارت بودند از: سوخت‌های معدنی (۱۸ میلیارد دلار)، مواد شیمیایی آلی (۳۰۳ میلیون دلار)، سایر موارد خاص (بازده) (۲۴۷ میلیون دلار)، آلومینیوم (۱۶۴ میلیون دلار) و کودها (۱۴۸ میلیون دلار)».

### جنجال‌ها
عربستان سعودی و ایالات متحده آمریکا هرگز توافق‌نامه‌های تجاری خود را به‌طور کامل حذف نکرده‌اند، با این حال این رابطه از تاریخ خود از زمان پیدایش اختلافات مداوم داشته‌است. در اوج جنگ داخلی سوریه، که در مارس ۲۰۱۱ آغاز شد، عربستان سعودی از عدم اقدام ایالات متحده در ریشه کن کردن بشار اسد رئیس‌جمهور سوریه ابراز تأیید کرد. ایالات متحده به‌طور مداوم مخالفت خود را با رفتار با زنان عرب سعودی در محدوده پادشاهی ابراز داشته‌است. انتقادات مشهور به اوایل قرن بیست و یکم در مورد روابط دو کشور به دلیل عدم توجه به موضوعات فوق‌الذکر و دانش عمومی است که تجارت بین عربستان سعودی و ایالات متحده در جهان پس از ۱۱ سپتامبر روند صعودی داشته‌است. . در سالهای اخیر، واردات و صادرات معاملات آمریکا و عربستان سعودی هر ساله افزایشی نشان نداده‌است، جایی که در حدود سال ۲۰۱۲ به پایان رسید و از آن زمان در نوسانات کمی بود، اما روند کلی تجارت شیب مثبت نشان داده‌است. در سال ۲۰۰۱: صادرات ایالات متحده ۵۹۵۷٫۶۰ دلار و واردات ۱۳۲۷۲٫۲۰ دلار بود (برحسب میلیون دلار) در حالی که همان‌طور که گفته می‌شود بحث‌برانگیز است، در سال ۲۰۱۲ ایالات متحده شاهد ۱۷۹۶۱٫۲۰ دلار صادرات و ۵۵٫۶۶۷٫۰۰۰ دلار واردات بوده‌است.
خسارت آورترین واقعه ای که تاکنون بر روابط تجاری بین عربستان سعودی و ایالات متحده تأثیر گذاشته‌است، در ۱۱ سپتامبر ۲۰۰۱ رخ داد، زیرا عربستان سعودی در حملات ۱۱ سپتامبر که در چندین شهر در سراسر ایالات متحده رخ داد، درگیر شد. به دلیل توافق ایالات متحده در ایران، هنگامی که ایالات متحده تحریم‌های نفتی علیه ایران را برداشته و به آنها اجازه داد نفت خود را به آمریکا بفروشند، تنش بین دو ملت در طول دوره ریاست جمهوری باراک اوباما نیز افزایش یافت. این رابطه همچنین با سقوط بازار نفت مانع شد، با افزایش تولید روغن شیل در ایالات متحده، که به نوبه خود باعث شد صادرات نفت عربستان سعودی تقریباً پنجاه درصد کاهش یابد. نفت از حدود ۱۱۰ دلار در هر بشکه قبل از سقوط سال ۲۰۱۴ به حدود ۲۷ دلار در هر بشکه در ابتدای سال ۲۰۱۶ رسیده بود. این رابطه پس از تصویب لایحه قانونی در قانون ایالات متحده که به قربانیان حملات ۱۱ سپتامبر اجازه می‌داد از دولت عربستان سعودی برای زیان‌های خود در سال ۲۰۱۶ شکایت کنند، بدتر شد.
در سال ۲۰۱۹، مقامات اجرای قانون فدرال ایالات متحده تحقیق در مورد پرونده‌های ناپدید شدن دانشجویان عربستان سعودی از اورگن و سایر مناطق این کشور را آغاز کردند، در حالی که آنها در ایالات متحده در میان تحقیقات با اتهاماتی روبرو شدند، گمانه زنی شده‌است که دولت عربستان سعودی به این کشور کمک کرده‌است دانشجویان در حال فرار از ایالات متحده در اکتبر ۲۰۱۹، سنای آمریکا لایحه ای را توسط سن تصویب کرد. ران وایدن از اورگن، FBI را ملزم می‌کند هرگونه اطلاعات مربوط به نقش احتمالی عربستان سعودی را از طبقه‌بندی خارج کند. مقامات اورگن خواستار استرداد این مظنونان توسط عربستان سعودی هستند زیرا آنها در جنایات خشن باعث صدمات جسمی و مرگ درگیر شده‌اند.
در تاریخ ۲۵ سپتامبر سال ۲۰۲۰، دولت عربستان سعودی یک اوراق قرضه به ارزش ۵۰۰۰۰۰ دلار به عنوان چک صندوق دار از دفتر کنسولگری عربستان سعودی در هوستون، تگزاس به دفتر کلانتری شهرستان تالسا پیشنهاد داد تا عمر با آباد، راننده اوبر را متهم به درجه یک وثیقه کند. قتل یک مسافر در ژوئن ۲۰۲۰ با آباد در ماه ژوئن برای یک سرویس دهنده تاکسی اوبر رانندگی می‌کرد که با یک مسافر به نام جرمی شادریک درگیر شد. با آباد در مبارزه با شادریک فرار کرد و در نتیجه او را کشت. با آباد در دفاع از خود ادعا کرده‌است که عمل وی به دلیل دفاع از خود بوده‌است. با این حال، دادستان منطقه ادعای او را با شواهد ویدئویی که خلاف آن را اثبات می‌کردند، مخالفت کرد.

## بازدیدهای قابل توجه دیپلماتیک
پس از دو سفر رئیس‌جمهور جورج دبلیو بوش به عربستان سعودی در سال ۲۰۰۸ - که نخستین بار بود که رئیس‌جمهور ایالات متحده دو بار در کمتر از چهار ماه به یک کشور خارجی سفر می‌کرد - و سه سفر ملک عبدالله به ایالات متحده - ۲۰۰۲، ۲۰۰۵ و ۲۰۰۸ - روابط مطمئناً به اوج خود رسیده‌اند. دو ملت روابط خود را فراتر از تلاش‌های نفتی و مقابله با تروریسم گسترش داده‌اند. به عنوان مثال، ملک عبدالله بودجه ای را برای جوانان سعودی برای تحصیل در ایالات متحده اختصاص داده‌است. یکی از مهمترین دلایلی که ملک عبدالله به جوانان سعودی بورسیه کامل داده‌است این است که به آنها چشم‌انداز غربی بدهد و برداشت مثبتی از عربستان سعودی بر مردم آمریکا بدهد. از سوی دیگر، بوش در مورد بحران اقتصادی جهانی و آنچه که روابط ایالات متحده و عربستان می‌تواند در این زمینه انجام دهد، بحث کرد. دولت بوش در جلساتی با سعودی‌ها سیاست‌های عربستان سعودی را به دلیل حضور اقتصادی و دفاعی رایج در منطقه و نفوذ رسانه ای زیاد آن بر جهان اسلام بسیار جدی گرفت. به‌طور کلی، دو رهبر تصمیمات زیادی گرفته‌اند که با جنبه‌های امنیتی، اقتصادی و تجاری رابطه سروکار دارند و آن را در بالای شهرت خود قرار می‌دهند.

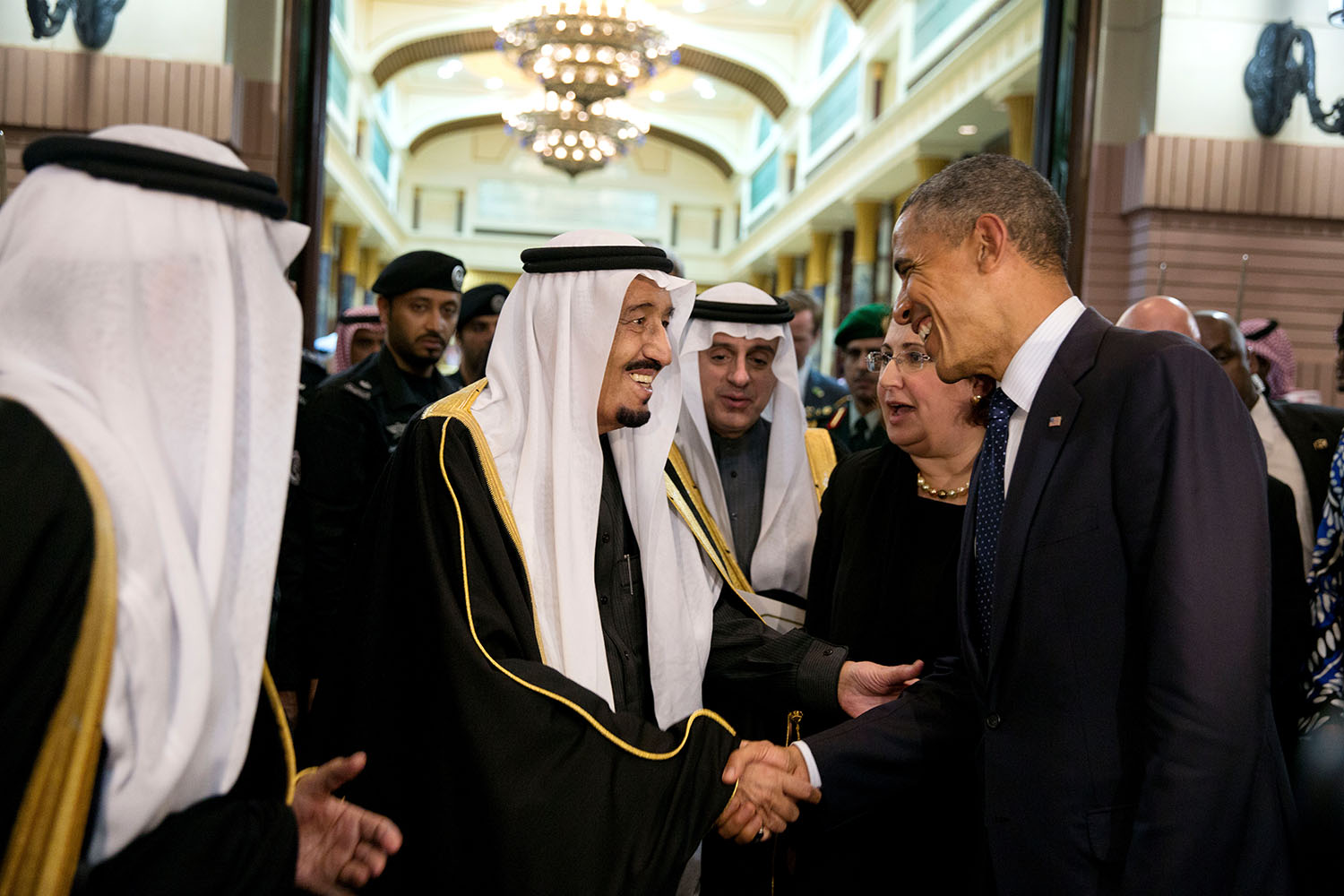
باراک اوباما، رئیس‌جمهور ایالات متحده، با پادشاه سلمان، ریاض، ۲۷ ژانویه ۲۰۱۵، دست داد

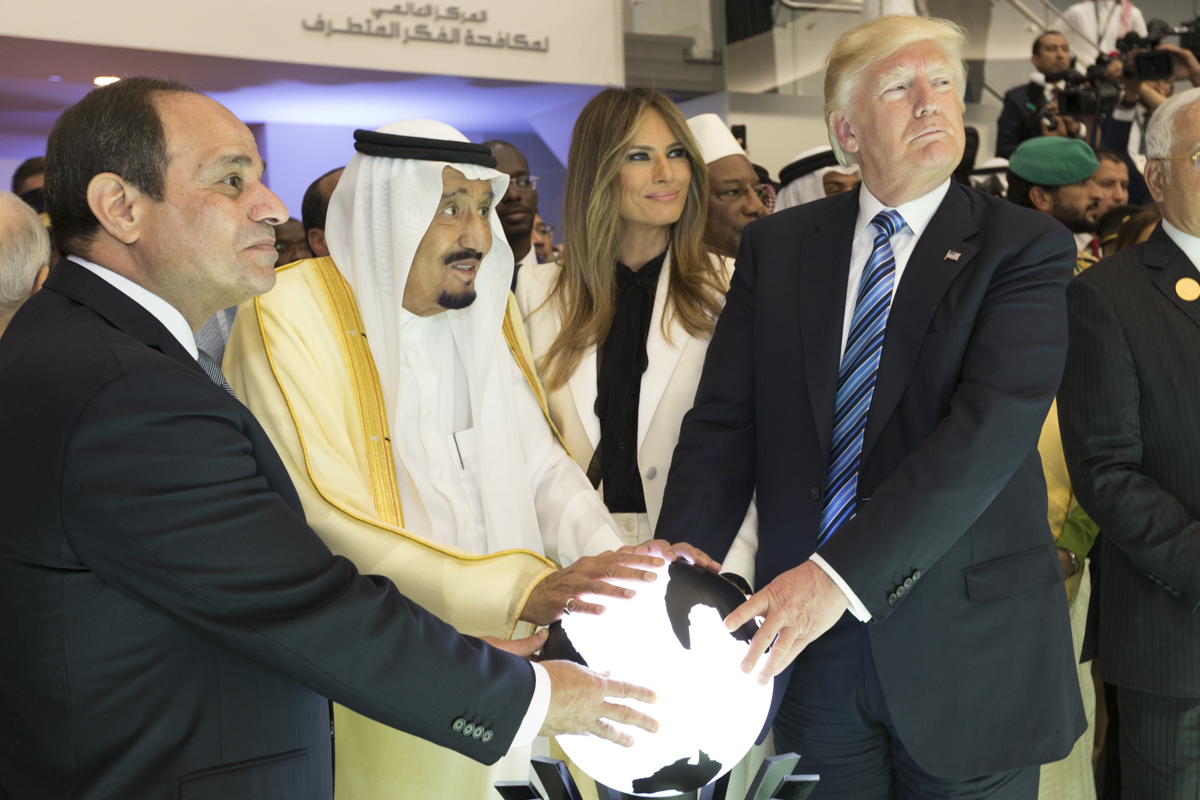
دونالد ترامپ رئیس‌جمهور آمریکا، ملک سلمان و عبدالفتاح السیسی رئیس‌جمهور مصر، ۲۱ مه ۲۰۱۷

در اوایل سال ۲۰۱۸، محمد بن سلمان به ایالات متحده سفر کرد و در آنجا با بسیاری از سیاستمداران برجسته، بازرگانان و ستارگان هالیوود از جمله رئیس‌جمهور دونالد ترامپ، بیل و هیلاری کلینتون، هنری کیسینجر، بیل گیتس، جف بزوس و جورج دبلیو بوش دیدار کرد

### قرارداد تسلیحاتی ایالات متحده و عربستان در سال ۲۰۱۷
دونالد ترامپ، رئیس‌جمهور ایالات متحده، یک معامله تسلیحاتی نزدیک به ۱۱۰ میلیارد دلاری با عربستان سعودی را به ارزش ۳۰۰ میلیارد دلار در یک دوره ده ساله که در ۲۰ مه ۲۰۱۷ امضا شد، مجاز دانست، این شامل آموزش و همکاری نزدیک با ارتش عربستان سعودی است. اسناد امضا شده شامل نامه‌های علاقه و نامه‌های قصد و بدون قرارداد واقعی بود.
سهام دفاعی ایالات متحده پس از اعلام توافق تسلیحاتی ۱۱۰ میلیارد دلاری عربستان با دونالد ج. ترامپ به بالاترین حد خود رسید.
عربستان سعودی میلیاردها دلار معامله با شرکت‌های آمریکایی در صنعت اسلحه و صنعت نفت از جمله لاکهید مارتین، بوئینگ، ریتیان، جنرال داینامیکس، نورثروپ گرومن، جنرال الکتریک، اکسان‌موبیل، هالیبرتون، هانی‌ول، مک درموت اینترنشنال،
گروه مهندسی جیکوبس، نشنال اویل‌ول وارکو، صنایع نیبورز، ودرفورد، شلومبرژه و
شرکت داو کمیکال امضا کرد.
در اوت ۲۰۱۸، یک ام‌کی۸۲ با هدایت لیزر که توسط ایالات متحده فروخته شد و توسط لاکهید مارتین ساخته شد، در حمله هوایی ائتلاف به رهبری سعودی به یک اتوبوس مدرسه در یمن مورد استفاده قرار گرفت که منجر به کشته شدن ۵۱ نفر، از جمله ۴۰ کودک شد.
در تاریخ ۲۷ مه سال ۲۰۲۰، باب منندز، دموکرات کمیته روابط خارجی مجلس سنا در جریان ادعای سی‌ان‌ان ادعا کرد که دولت ترامپ به‌طور مخفیانه در حال کار بر روی برنامه‌های آغاز فروش قرارداد جدید تسلیحات به ارزش ۱٫۸ میلیارد دلار به عربستان سعودی بوده‌است. بر اساس تجزیه و تحلیل پروژه مکان‌یابی مسلحانه و داده‌های رویداد (ACLED) مستقر در ایالات متحده، سلاح‌های آمریکایی در یمن حداقل ۱۰۰۰۰۰ غیرنظامی را کشته و بیش از ۱۰٫۰۰۰ نفر در نتیجه بیماری‌های قابل پیشگیری و بیماری‌های همه گیر مانند وبا و تب دنگی کشته شده‌اند که بیشتر آنها کودک هستند.
بر اساس پیش نویس نسخه قانونی که توسط سی‌ان‌ان بررسی شد، سناتور رابرت منندز، پاتریک لیهی و تیم کین، مجلس قانونگذار دموکرات، قصد داشتند قانونی را ایجاد کنند که محدودیت‌های شدید حقوق بشر را در فروش سلاح‌های خارجی ایالات متحده ایجاد کند، تسلیحاتی که در گذشته توسط ایالات متحده به کشورهایی با سوابق ضعیف حقوق بشر مانند عربستان سعودی و امارات متحده عربی فروخته شده‌است. دونالد ترامپ همچنین انتقادات گسترده‌ای را به دلیل اعلام اضطراری برای دور زدن مخالفان، به منظور فروش سلاح‌هایی به ارزش میلیاردها دلار به عربستان سعودی و امارات متحده عربی، متهم به ارتکاب جنایات جنگی، دریافت کرده‌است.